# 近鉄5200系電車
近鉄5200系電車（きんてつ5200けいでんしゃ）は、近畿日本鉄道（近鉄）の急行列車用車両として1988年に登場した電車である。編成記号はVX。
本項では5200系の改良型である5209系・5211系についても記述する。

## 概要
1980年代当時の大阪線や名古屋線の長距離急行を中心に運用されていた2600系列は座席に対面固定式クロスシートを装備していたが、1970年代前半まで運用されていたその先代の急行車である2200系や2250系と比較するとシートピッチが狭く、旅客から敬遠されつつあったことや、一部編成ではトイレを装備しているものの、1600系や1000系、1200系などのロングシート車両も長距離急行の一部で運用されており、特別料金不要の速達列車であっても、高品質な輸送を求める声が多くなっていたことから、2600系列に代わる長距離急行列車用の一般車として1988年に登場した。主に運行距離の長い大阪線・名古屋線の急行や快速急行などの長距離列車および団体専用列車に使用するため、座席に転換式クロスシートを装備した。
本系列の設計方針としては以下の3点を掲げた。
- More Comfortable（より快適性を求めた車両とする）
- Multi Purpose（朝夕の通勤通学輸送、昼間の長距離急行輸送、団体運用のいずれにも適した車両とする）
- Modern technology（最新技術を導入し、保守の合理化と省エネ化を図る）

転換クロスシートや編成中2か所に設置されたトイレなど、1980年代後半当時の一般車両では破格の設備ゆえ、当初投入された大阪線はもとより名古屋線では好評を博した。
本系列は両開き3扉転換クロスシートを持つ車両であり、近鉄では特急用車両と団体専用車両以外の車両については便宜上、一般車両として扱っているが、位置づけは急行兼団体専用車両である。なお、近鉄では1000位が「5」の車両は一般車両のうち、標準軌急行用クロスシート車と位置付けている。
1988年、グッドデザイン商品に選定された。
なお、名古屋線系統で使用される車両については近鉄標準カラーの赤色から伊勢志摩カラーの青色に車体塗装を変更する予定になっており本形式も対象に含まれている。

## 車体
本系列は車体前面に大型曲面ガラス、車体側面に窓高さ950 mmの大型5連続窓を採用した関係上、車体強度を確保するため、普通鋼製とされた。なお、車体断面そのものは1422系などのアルミ車体車と概ね同様であるが、側面の裾高さは800 mmと低くされ、床材についてはステンレス鋼を用いた。
車体塗装は3200系登場以降の近鉄一般車で標準となったシルキーホワイトとマルーンレッドのツートーンカラーである。製造当初は連結面まで帯が周り込み、当時の特急車に近い塗り分けだったが、後年はマルーンレッド一色に変更され、裾帯も消されるなど変化した。
先頭部は幌枠を目立たなくさせるために両サイドに僅かなふくらみを設け、その部分をマルーンレッド塗装として、中央をシルキーホワイトとした結果、6400系などの先頭デザインとは異なってスマートな顔立ちとなった。このふくらみと面一になるようにLED式種別標識灯兼尾灯を設置した。LEDは初期車を縦4列・横12列、その他を縦2列・横6列の素子とした。また、後者のタイプには2タイプが存在し、26000系で採用された素子61個を1ユニットで構成したタイプと22000系のように素子を高密度で構成したタイプである。従って本系列では3タイプのLED式種別標識灯兼尾灯が存在する。
乗降扉は片側3箇所。両端側の2箇所は4扉の通勤形に合わせてあり、もう1箇所は車体の中央部に設置されている。前述のように5連続窓の採用により、剛性確保の意味合いもあって鋼製車体となったが、窓の間柱を65 mmと太くすることで、さらに強度を高めた。

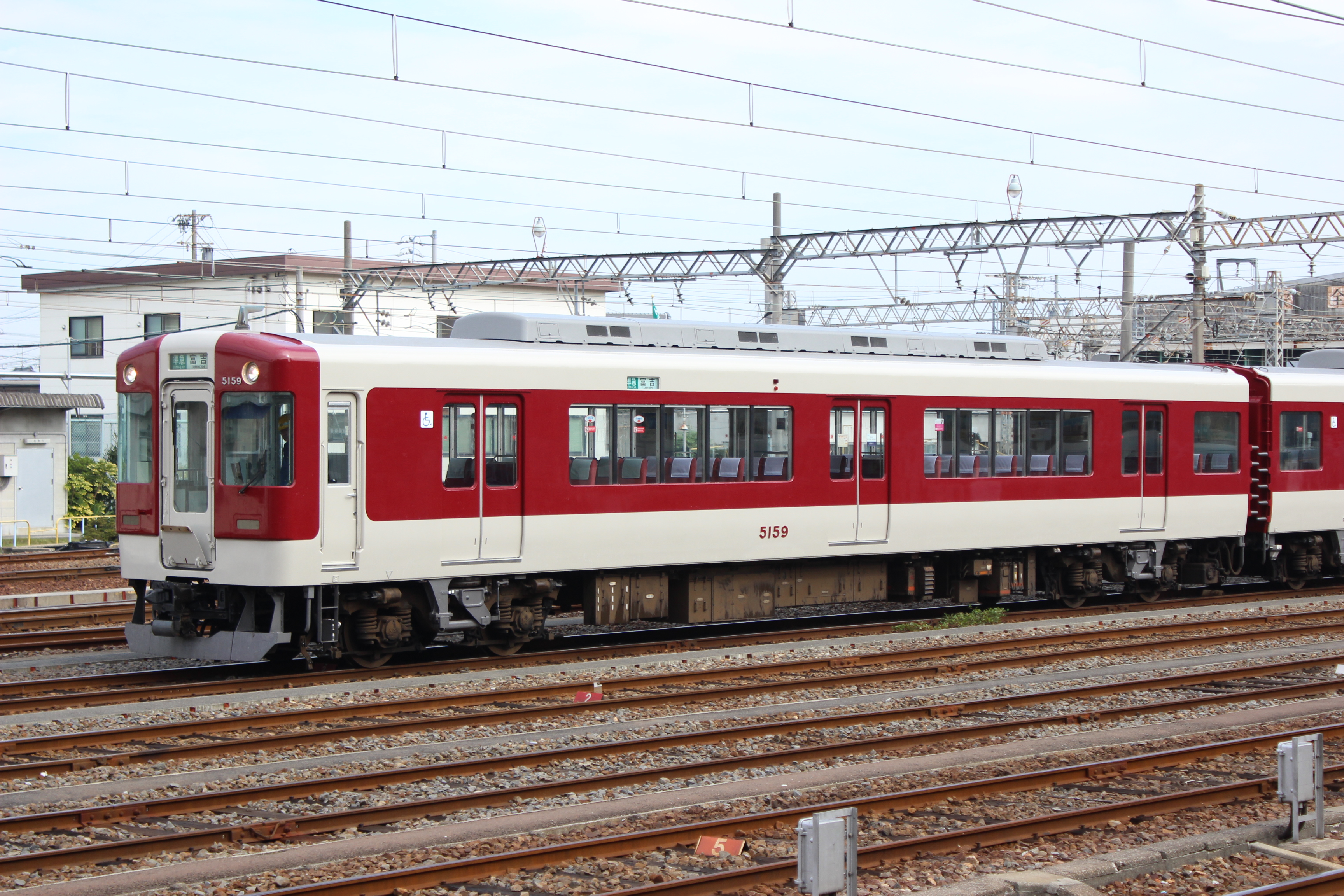
ク5150形（5209系）
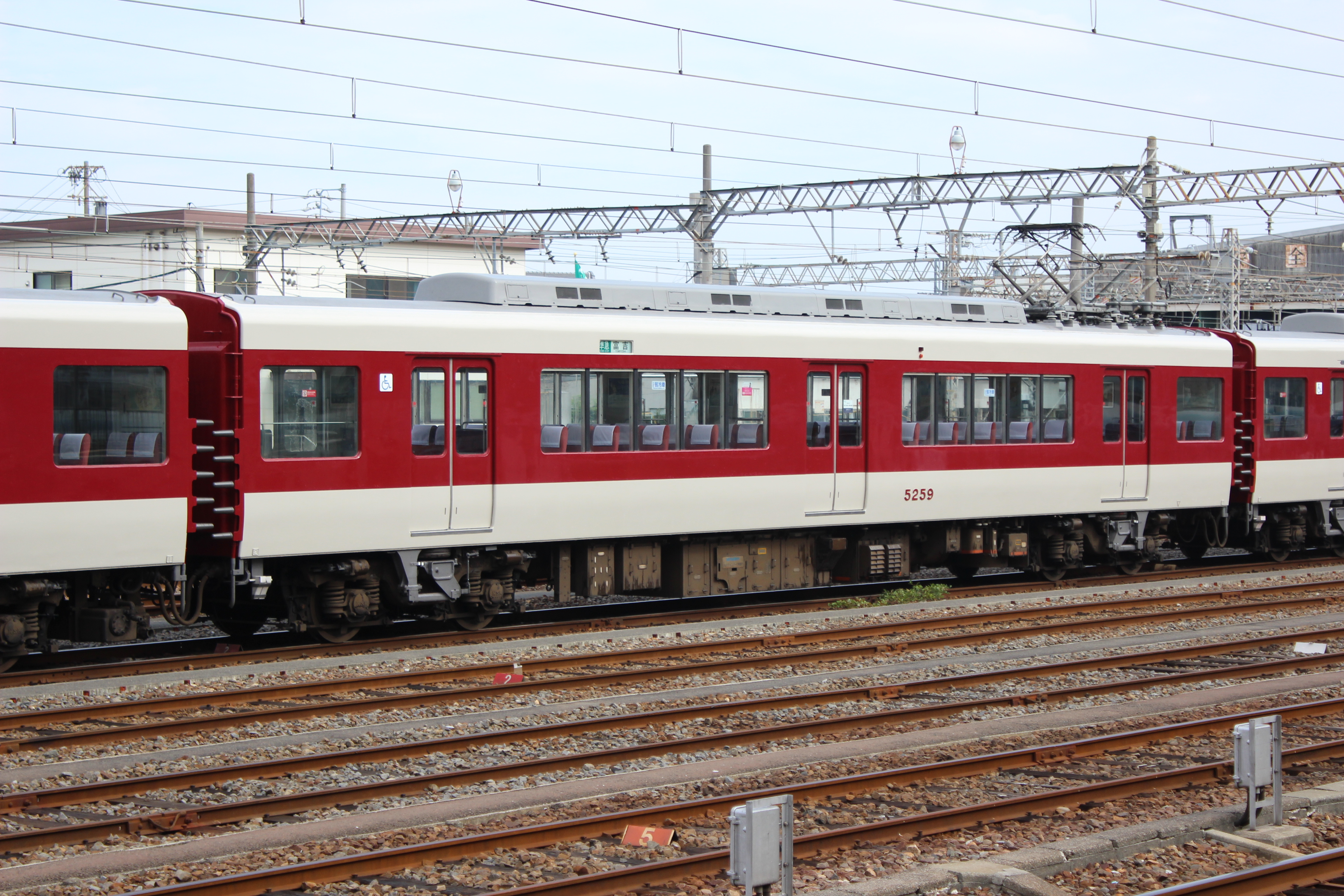
モ5250形（5209系）
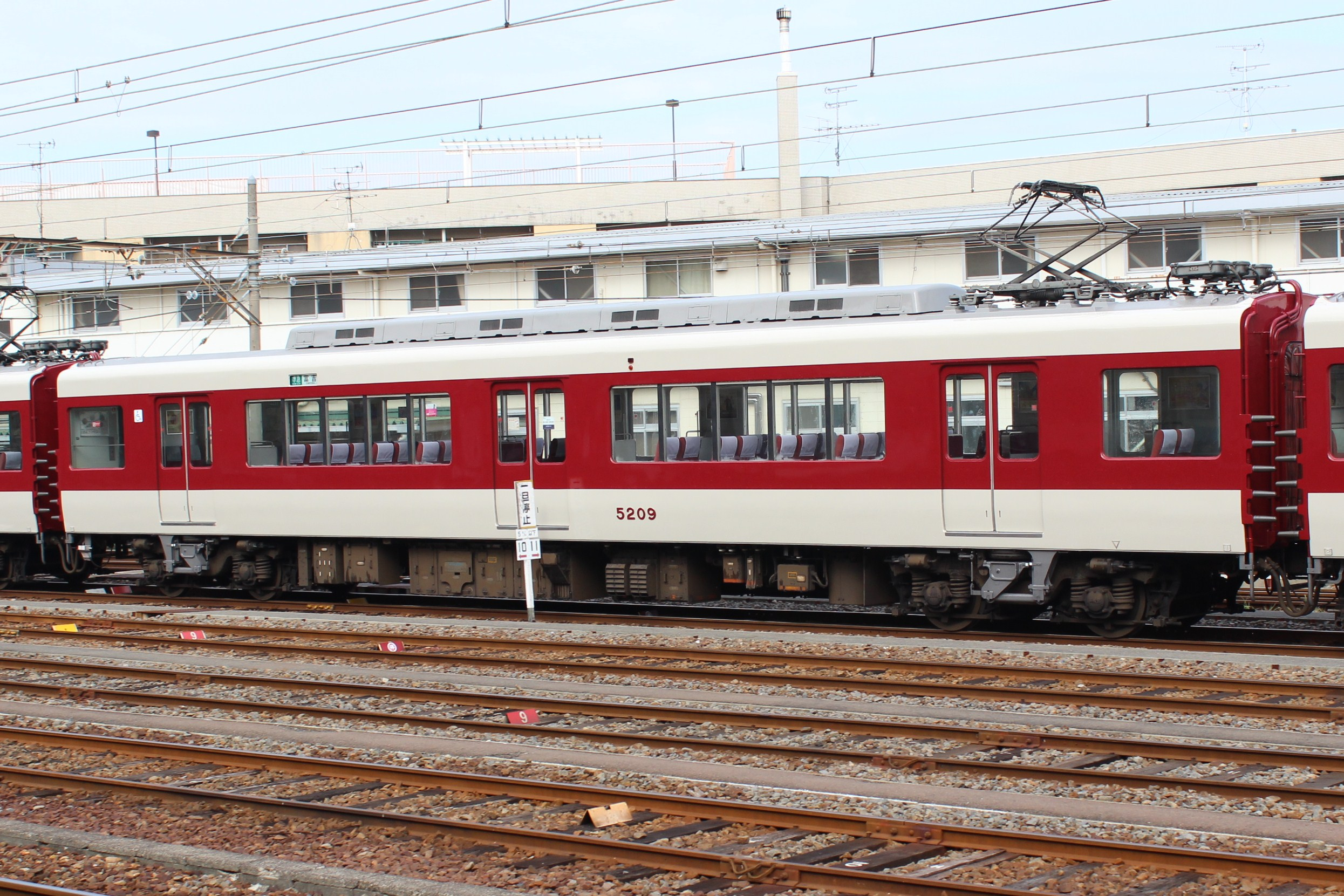
モ5200形（5209系）
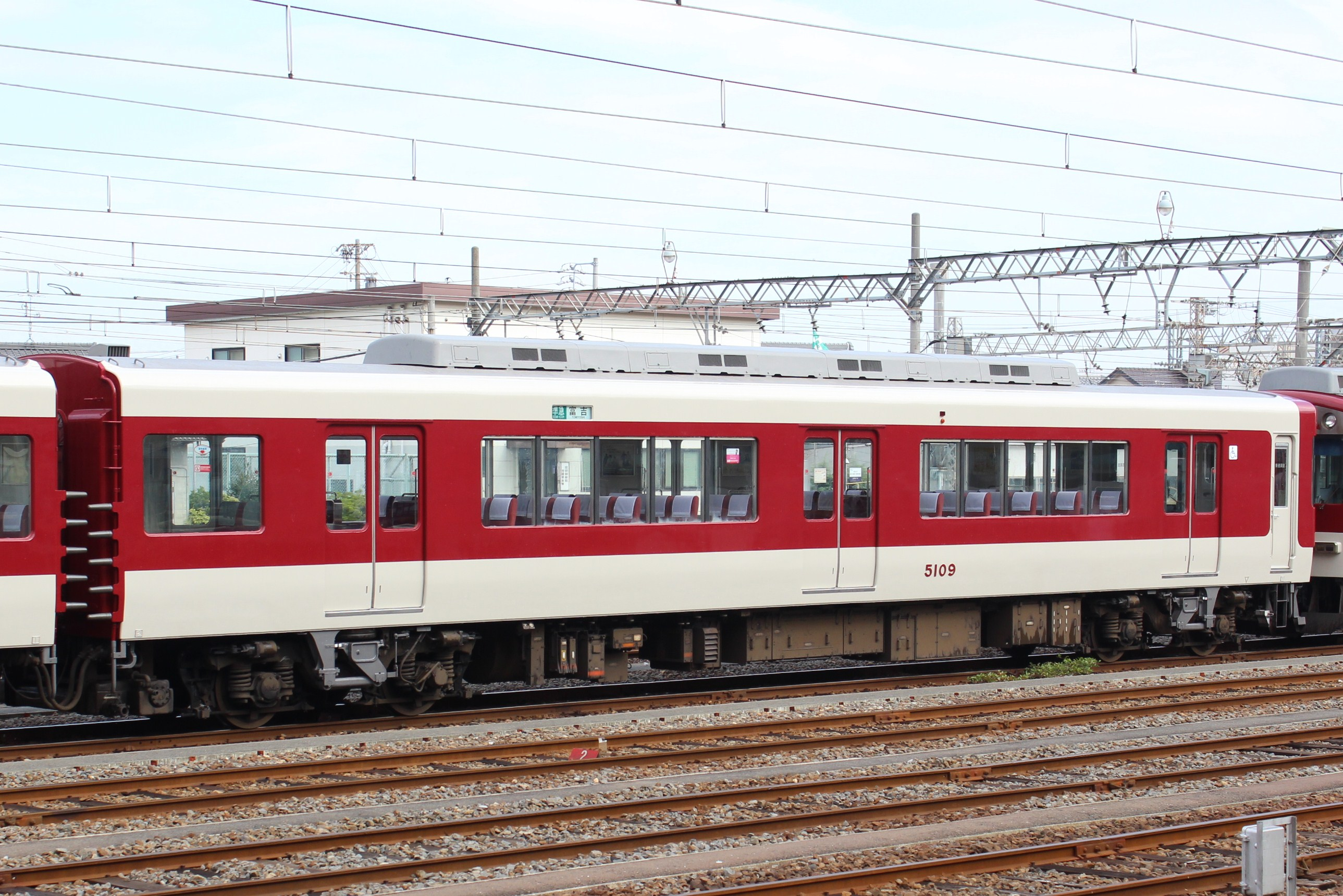
ク5100形（5209系）

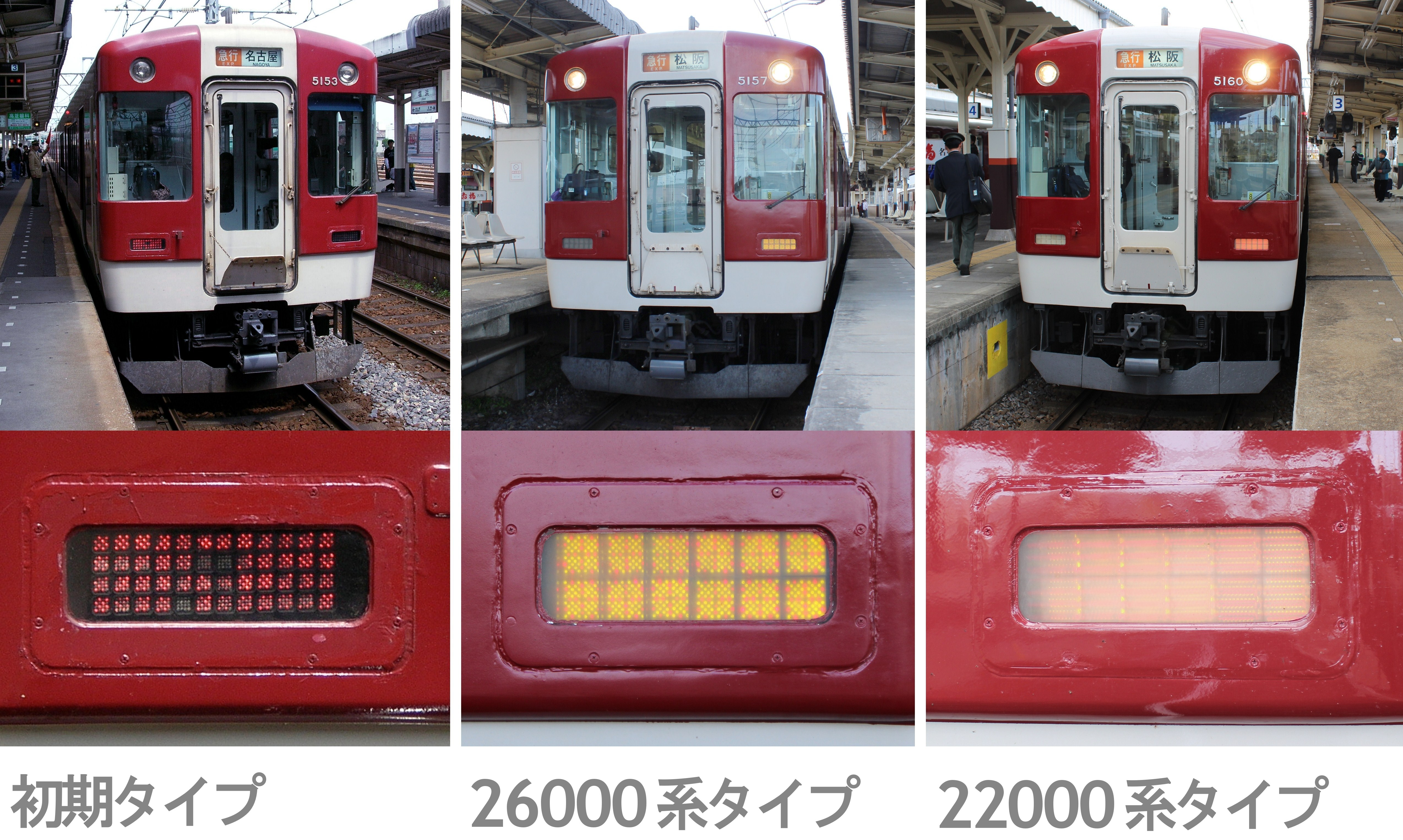
3タイプのLED式種別標識灯兼尾灯を示した画像。右端が最新型。

## 機器類
近鉄に在籍する他のGTO素子VVVFインバータ制御一般車両と同様に、本系列においても製造時期による主要機器の仕様変更に伴い、以下の派生形式が存在する。なお、5200系に区分される8編成でも5201F - 5204Fと5205F - 5208Fでは走行機器が異なるが、全て同一の形式となっている。
- 5209系（1991年登場[3]、5209F・5210F）
  - 補助電源装置を静止形インバータに変更[15]。
- 5211系（1993年登場[3]、5211F - 5213F）
  - 台車をボルスタレス台車に変更[12][16]

### 主要機器

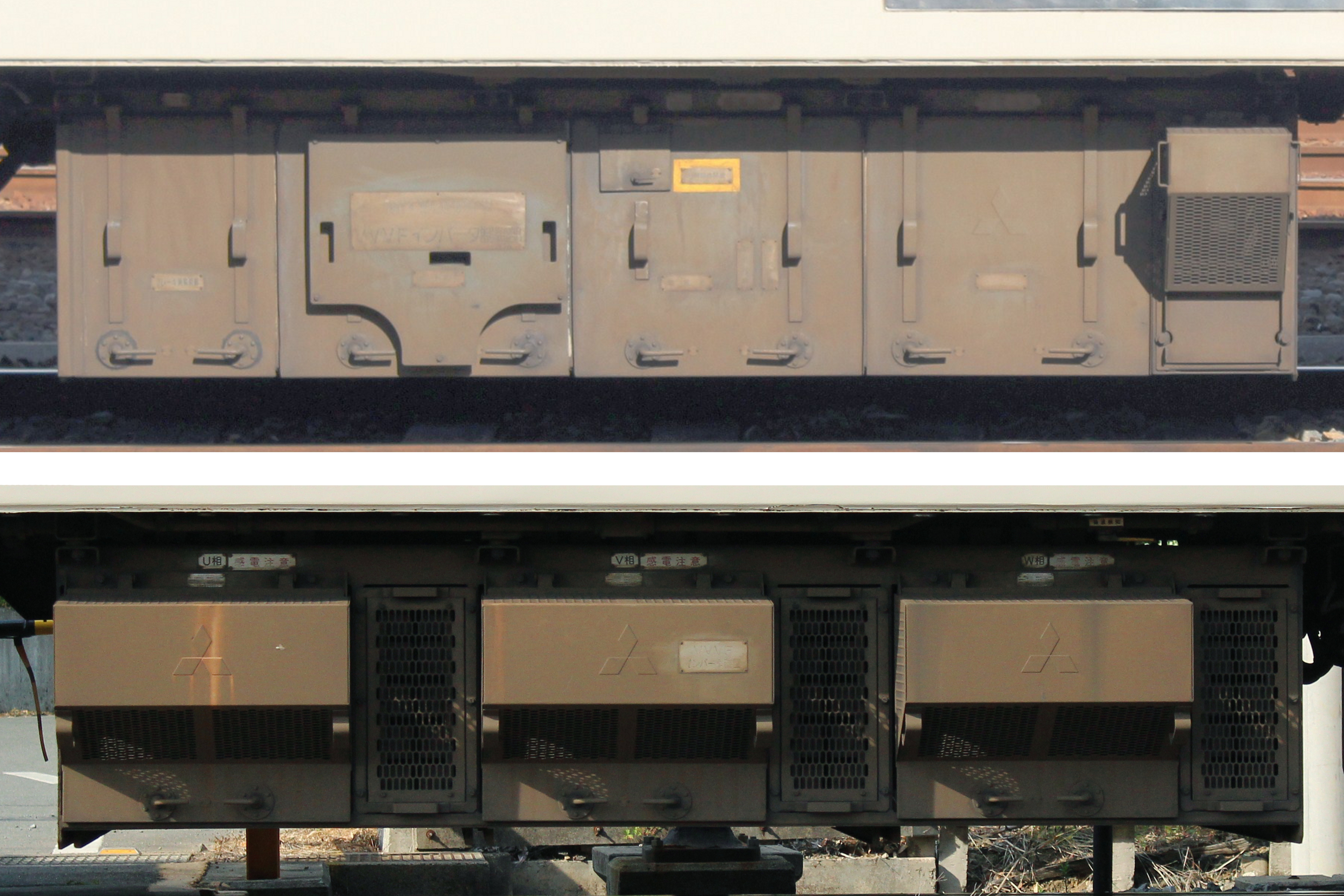
VVVFインバータ制御装置
（写真上が山側）

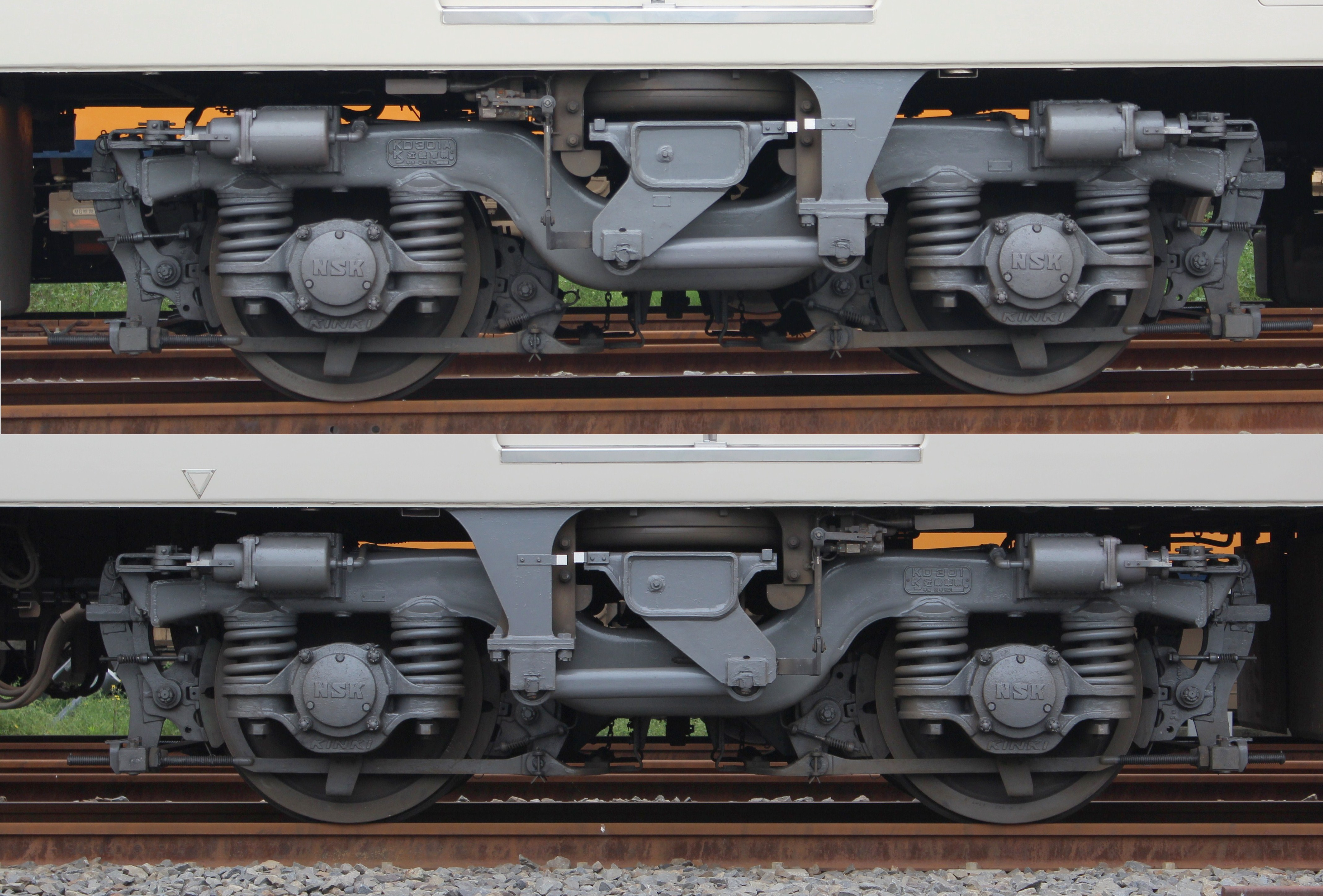
台車（写真上がKD-301A形）

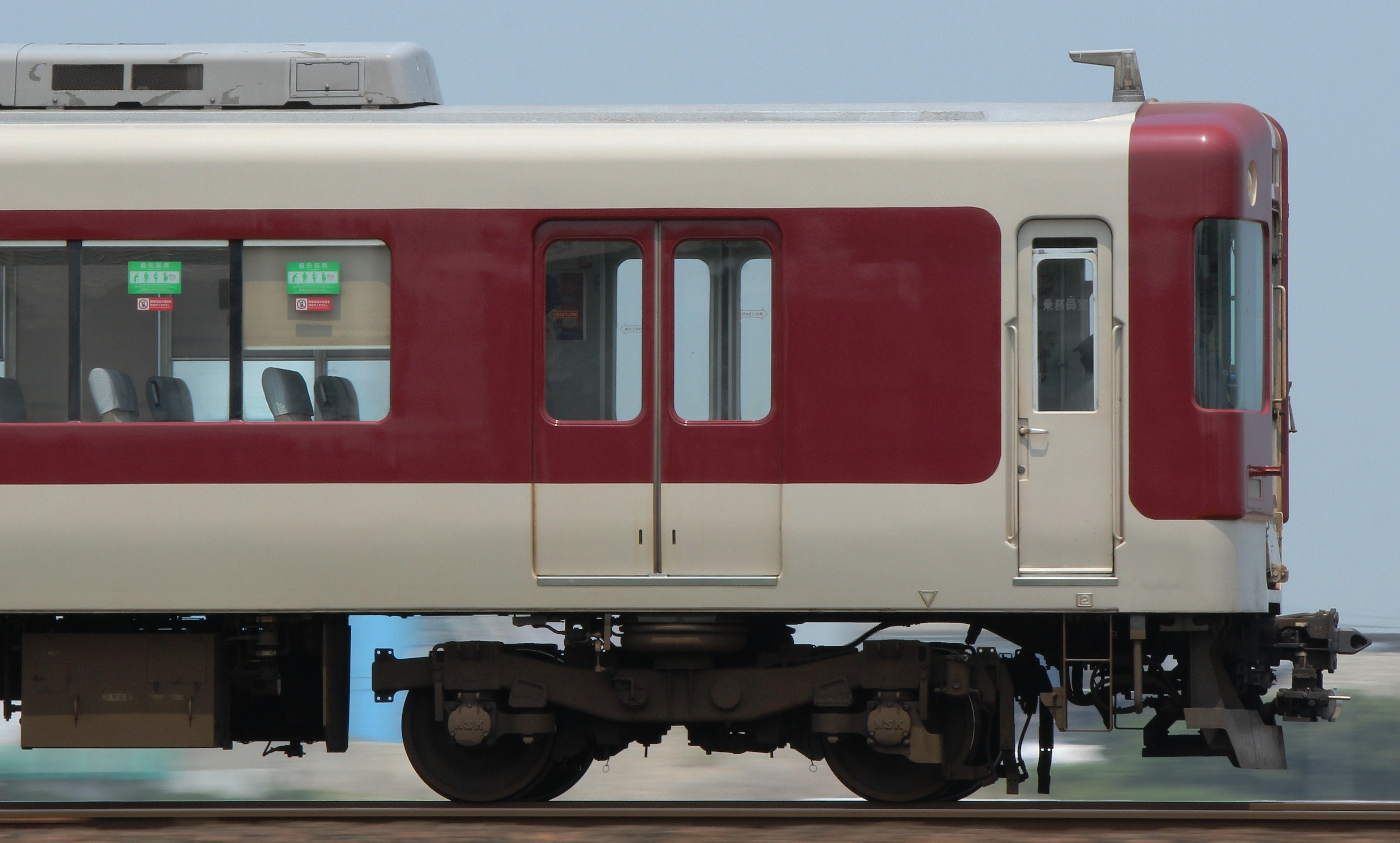
5211系はボルスタレス台車化

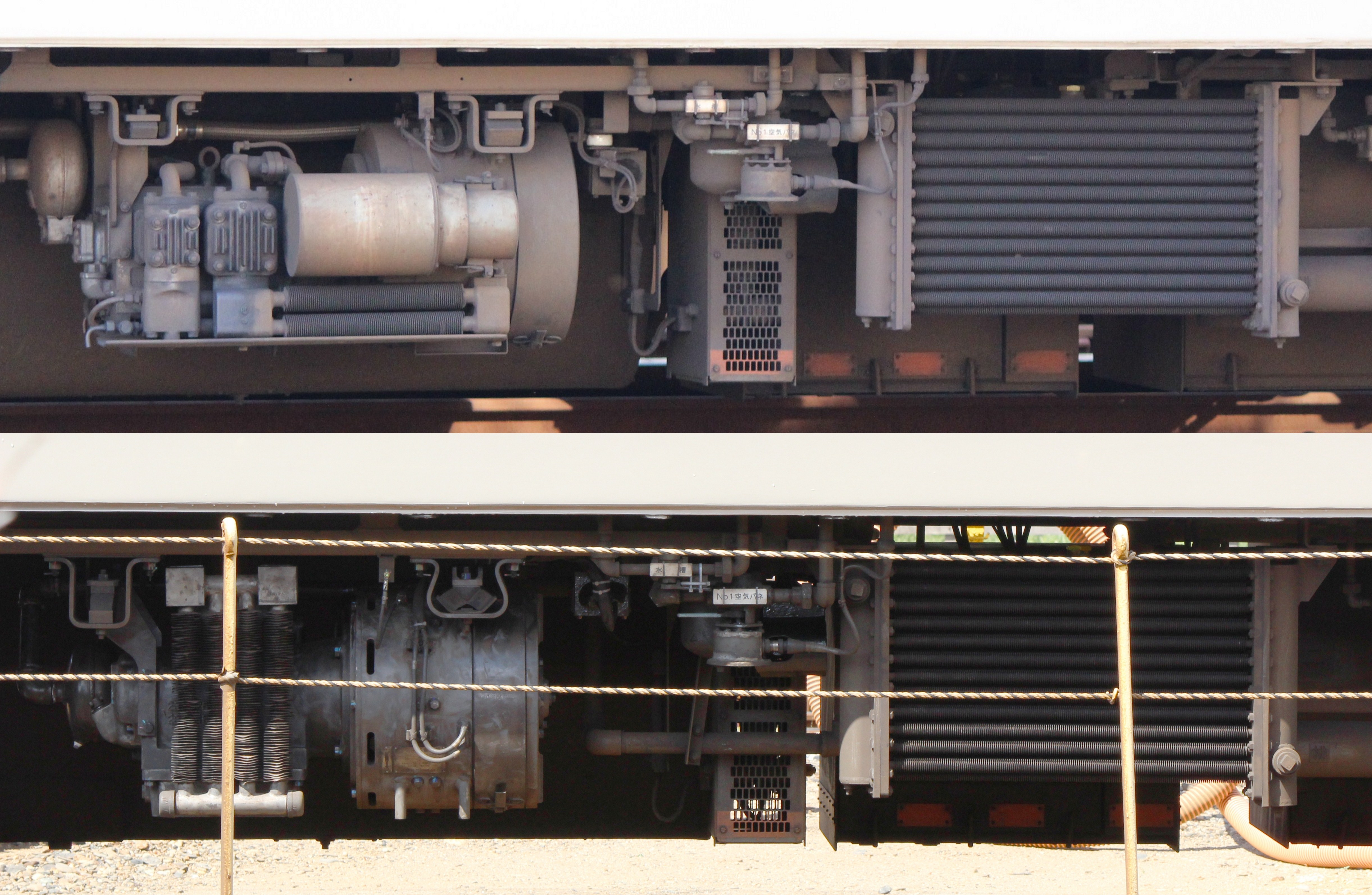
電動空気圧縮機は2種類存在
（写真上がHS-10形）

走行機器や性能は5201F - 5204Fが1422系、5205F - 5208Fが1430系、5209系が1435系、5211系が1437系とほぼ同一で、営業最高速度110 km/h、大阪線22.8 ‰ - 33 ‰上り連続勾配区間でも100 km/h前後で走行可能な性能を確保している。

### 制御装置
制御方式は16ビットのマイコンによる1C4M制御の可変電圧可変周波数制御で、VVVFインバータ制御にはMAP型が採用されている。主電動機は三菱電機製で出力165 kW、5201F - 5204FがMB-5023A、5205F - 5212FがMB-5035A、5213FがMB-5035Bを搭載している。歯車比は5201F - 5204Fが6.31（16:101）、5205F以降は5.73（15:86）に設定されている。

### 台車
台車は近畿車輛製で、両抱き踏面制動方式のKD-301系である。従来のシュリーレン式に酷似した形状ながらシュリーレン台車の特徴であった軸ばね部のオイルダンパを廃し、代わりに積層ゴムブッシュを採用した軸箱支持を採用したのが特徴で、枕ばねに空気ばねと左右動ダンパを用いた新設計台車で、走行安定性の確保と転向横圧低減の両立を計っている。
一方、5211系として区分される後期の3編成は軸箱支持部を片側支持積層ゴムブッシュ式とした全軸片押し踏面制動方式ボルスタレス台車の近畿車輛KD-306系に変更（電動車はKD-306B、制御車はKD-306Cを装着）した。Tc車はディスクブレーキ（1軸1ディスク）を併設する。

### 制動装置
制動装置は抑速ブレーキ・回生ブレーキ併用電磁直通ブレーキ（HSC-R）方式を採用し、従来の抵抗制御車や界磁チョッパ制御車との併結も考慮している。

### 補機・集電装置
電動発電機は5208FまでサイリスタMGの日立製HG-77463形で、5209F以降は三菱製NC-FAT形を採用してSIV化した。
電動空気圧縮機はC-1000Lないし車両によってはHS-10をそれぞれTc車に配置している。
集電装置は各電動車の大阪・名古屋寄りに下枠交差式の東洋電機製造PT-48を1基ずつ搭載し、当初から母線引き通しが施されている。

### その他機器
冷房装置は冷凍能力10,500 kcal/hの集約分散式冷房装置を各車両に4台搭載し、補助送風機としてラインデリアを併用する。
運転台は機器配置については従来通りで、コンソール周りの色調もVVVFインバータ制御車標準のブラウン系とした。前面窓は大型曲面ガラスを採用し、貫通扉も窓が縦長となり、視界が向上した。
制御車連結側床下にトイレ用汚物タンクならびに水タンクを設けた。

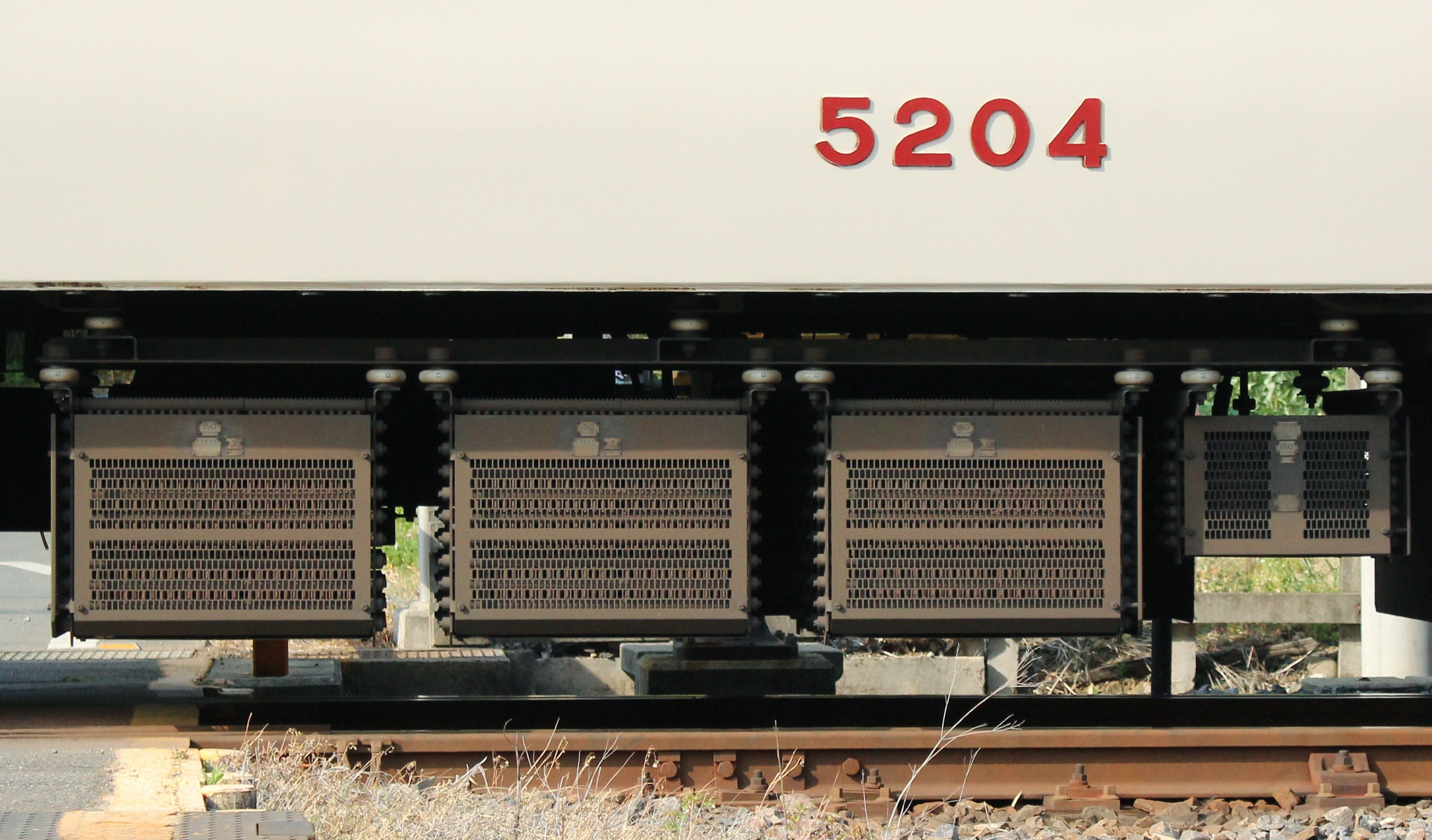
抑速用抵抗器
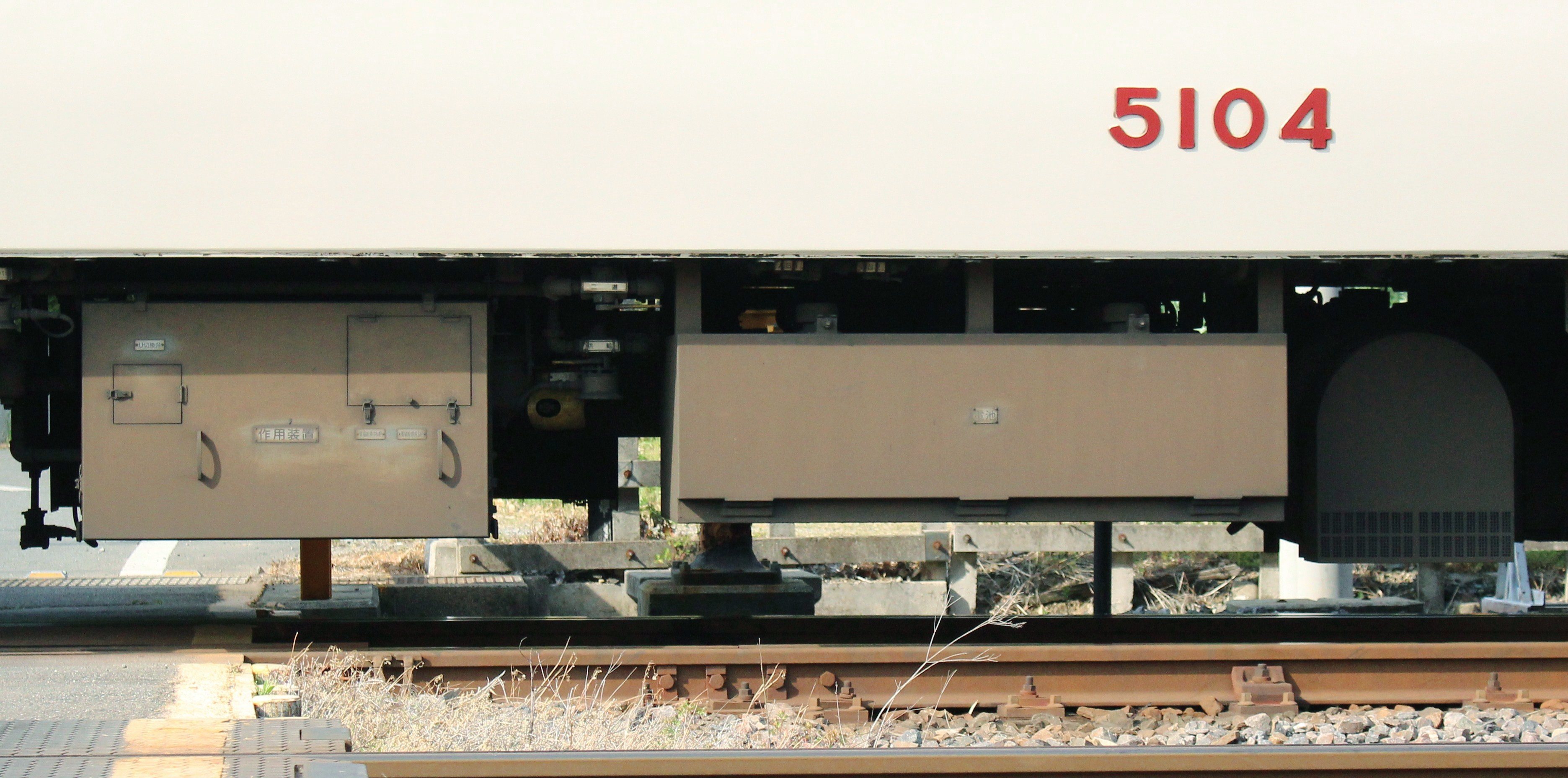
左から作用装置、蓄電池、電動発電機
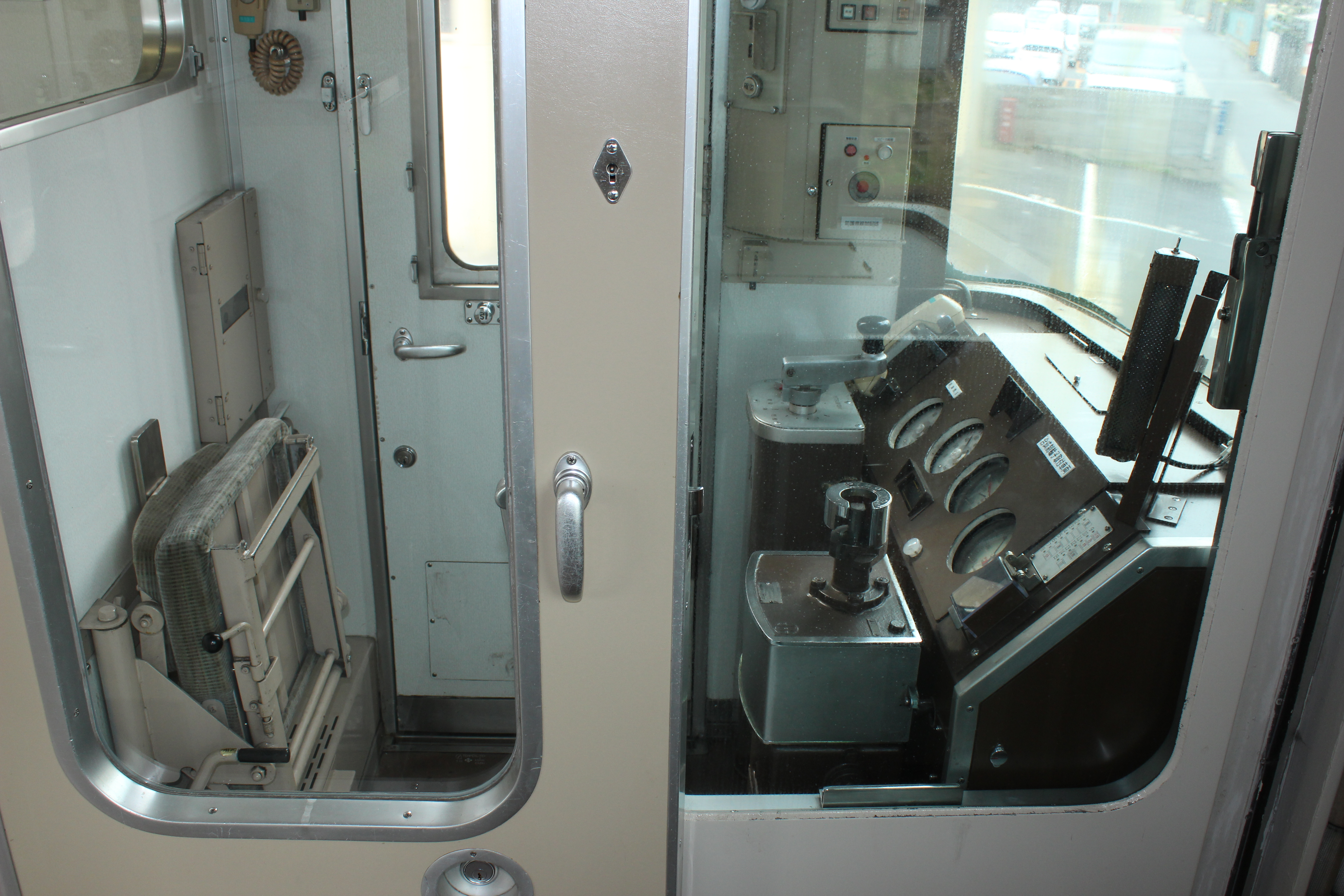
運転台
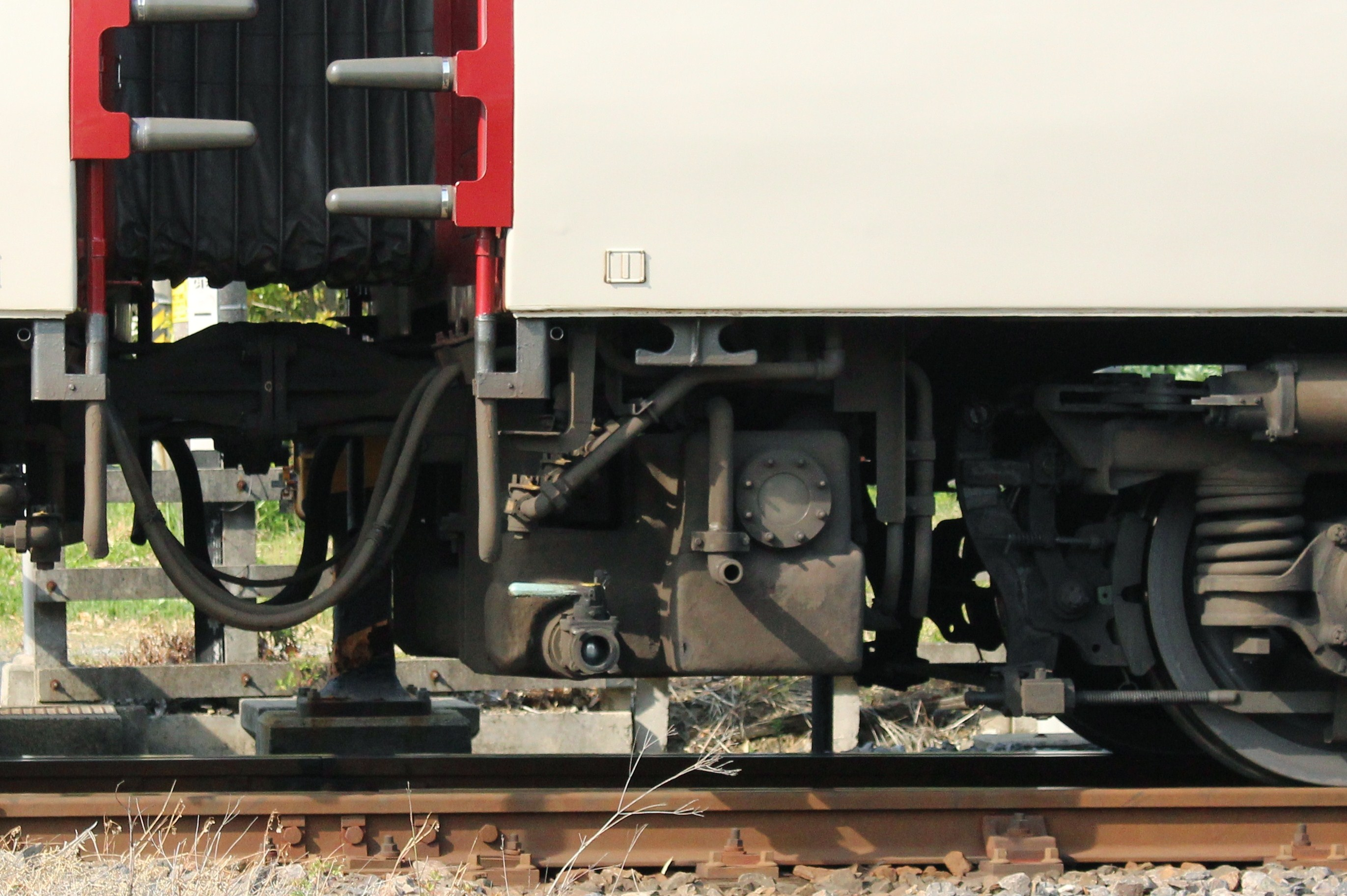
汚物タンク

## 車内設備
車内はそれまでの急行車よりも特に快適性が重視されており、内装は同時期製造のロングシートGTO素子VVVFインバータ制御一般車両と同様、化粧板にパールカラーのサンドウェーブ柄（本系列では妻面のみベージュ系レザー調）、床材にブラウントーンを採用した。
座席は各車両連結側車端部の10列分を除き、転換可能で、モケットは両先頭車にグリーン系、中間車にブラウン系を採用し、シートピッチは910 mmと余裕を持たせ、背もたれはプライベートな空間を出すために従来よりも高めに取り、白のカバーを装着している。材質は柔らかめのものとし、長距離の乗車でも楽な姿勢を保てるように配慮されている。その反面、通路幅を可能な限り確保するため、幅は880 mm（1人当たりの占有幅440 mm）とクロスシートとしてはやや狭めの寸法となっている。
手すりは乗務員室側とトイレ側妻面を除き、省略されているが、乗務員室側と仕切り壁とトイレ側妻面には補助座席が設置されており、団体専用列車として運行する際に使用される。なお、補助座席を全て使用すると4両編成で296席となる。
ブラインドカーテンはベージュ系を採用し、大型5連続窓と相まって、一般車両の中でもトップクラスの高級感と開放感を併せ持つ車内空間を演出しているほか、仕切り壁と座席間には小物を置くための小テーブルが設置された。また、ひじ掛けは当初、壁際にも設置されていた。
4両編成中2箇所（両先頭車連結側車端部）にはトイレ（和式の水洗トイレで、処理方式は貯蔵タンク式）が設置され、床は緑のタイル張りを採用し、トイレ側妻面にはトイレ使用表示灯が設置されている。

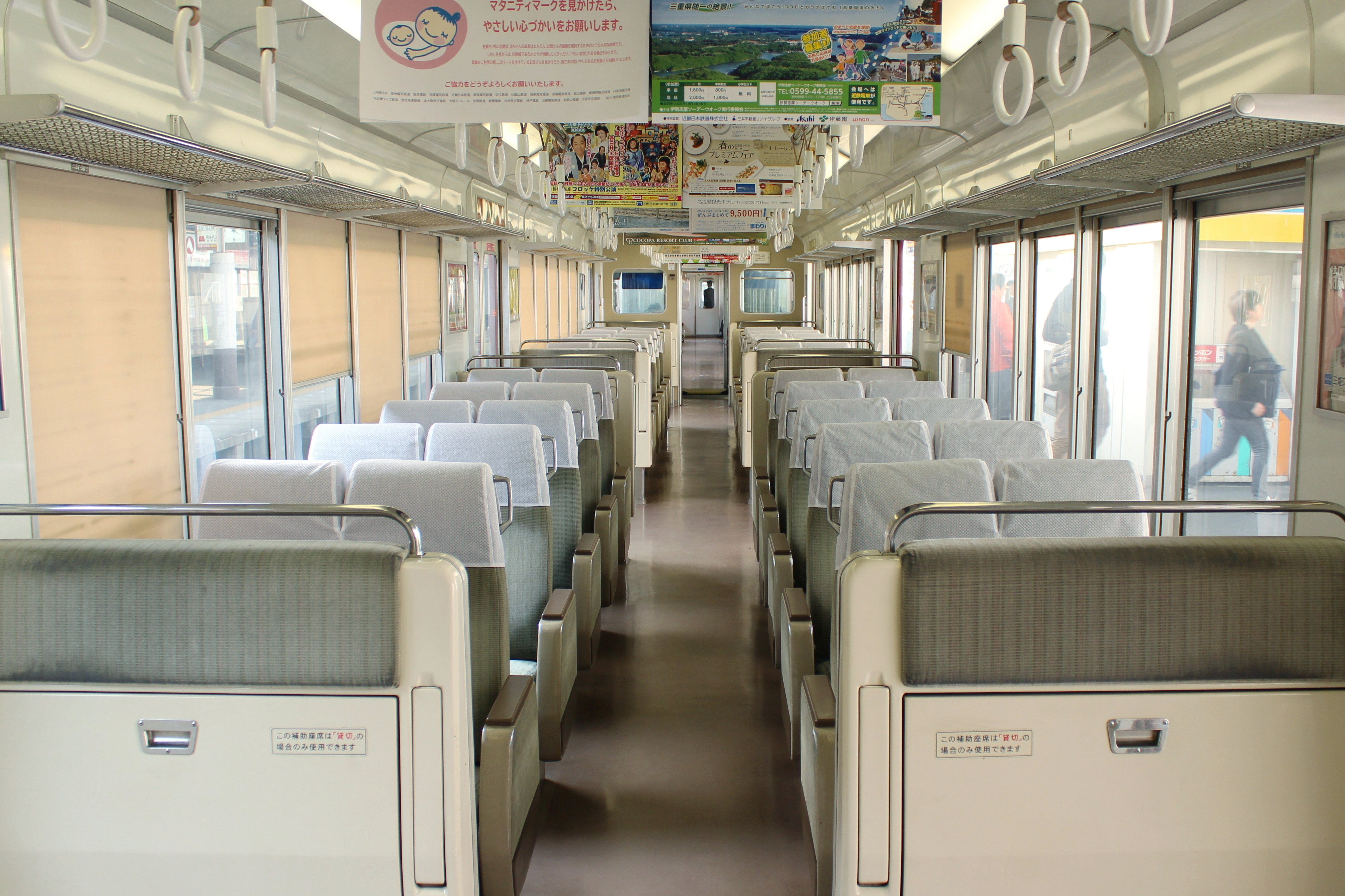
両先頭車
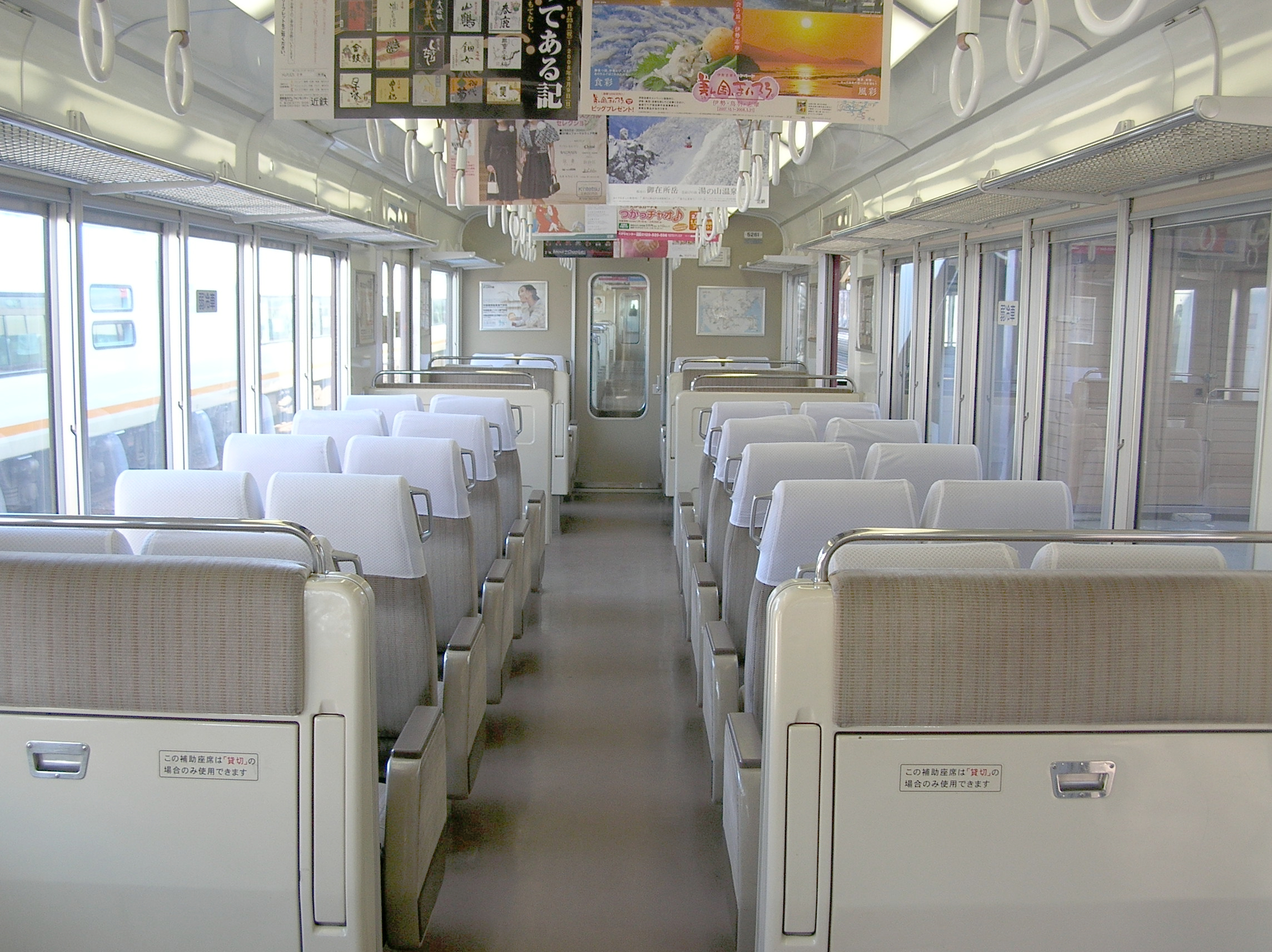
中間車
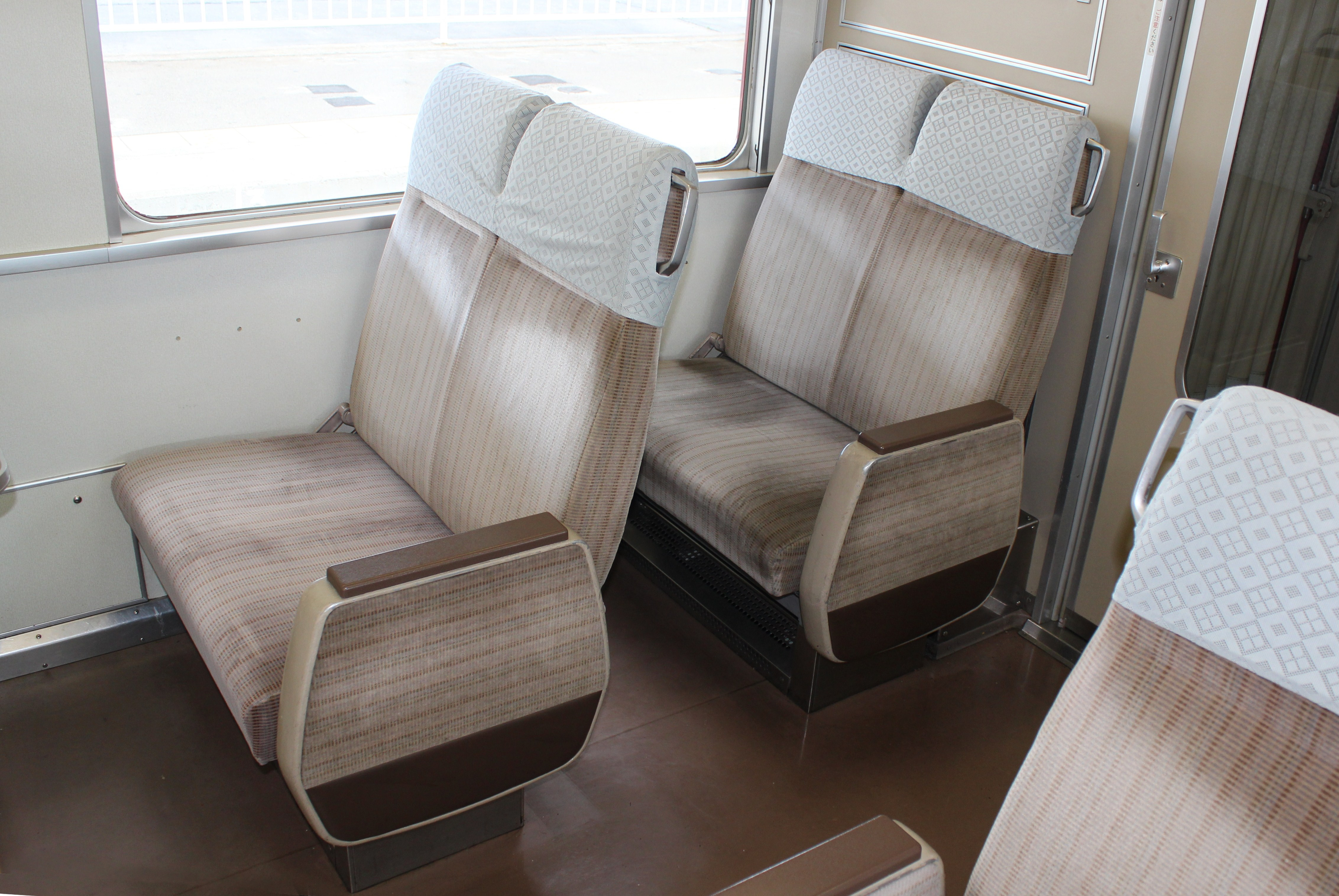
茶色の座席
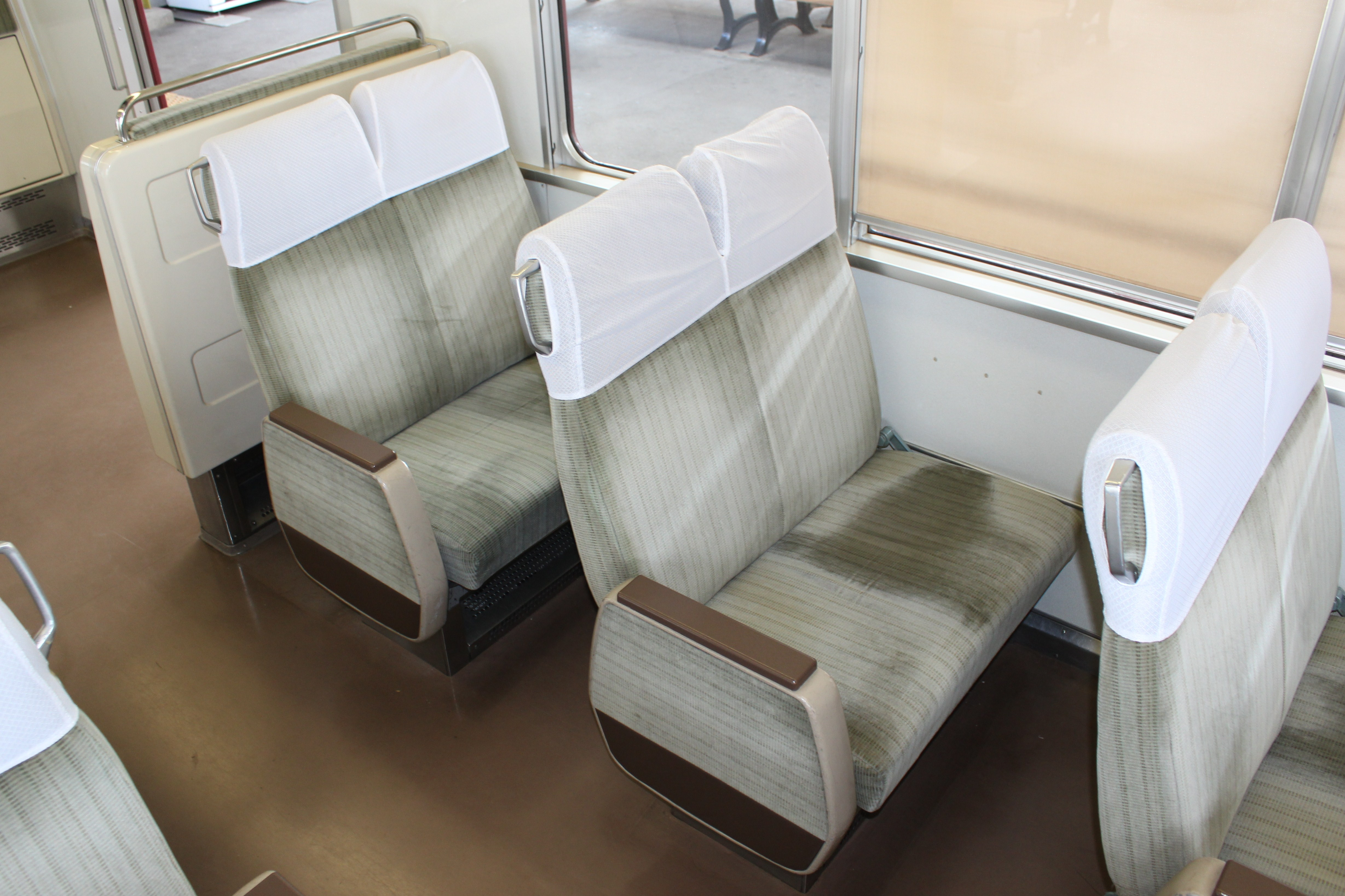
緑色の座席
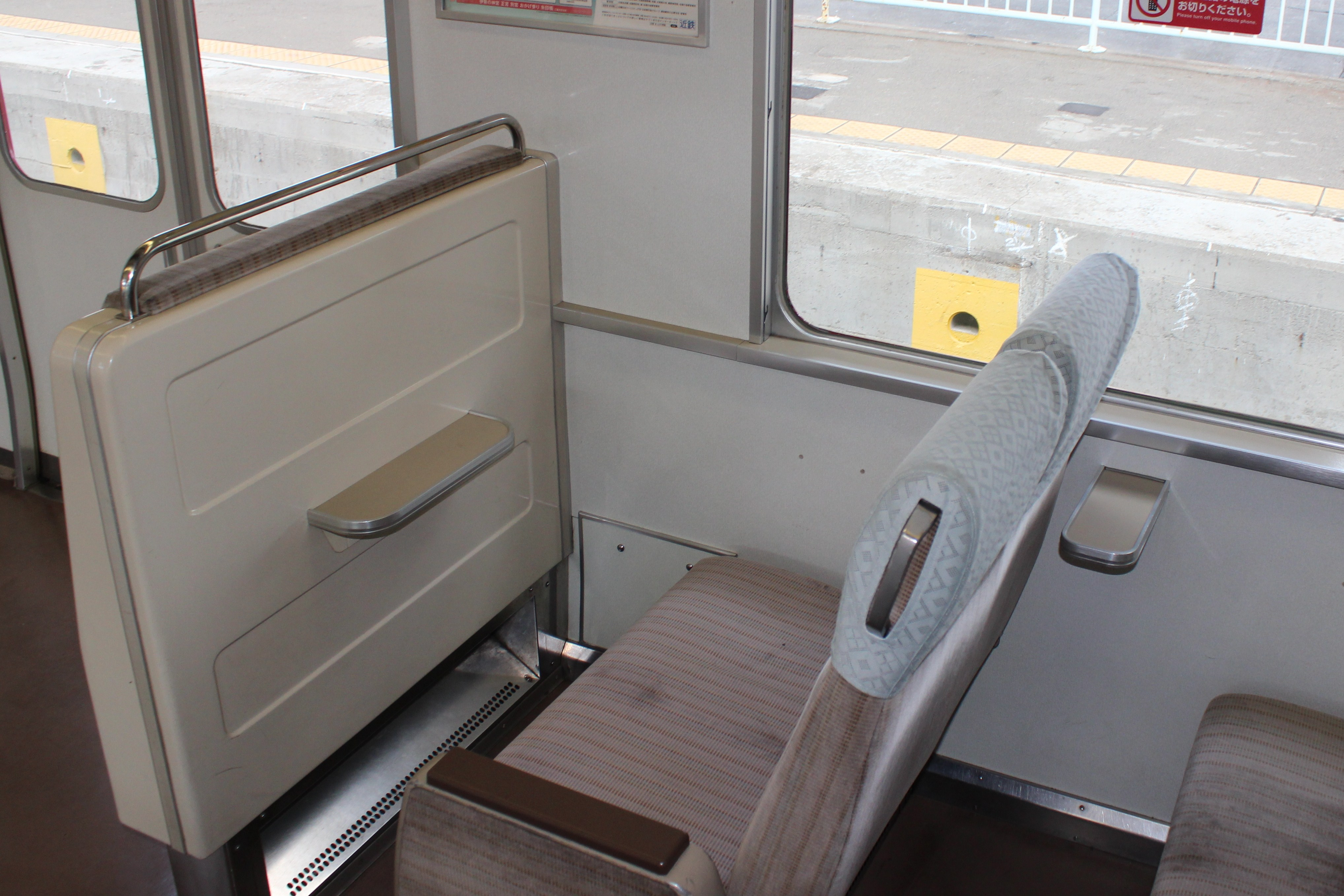
仕切り壁と座席間にはテーブルが設置されている。
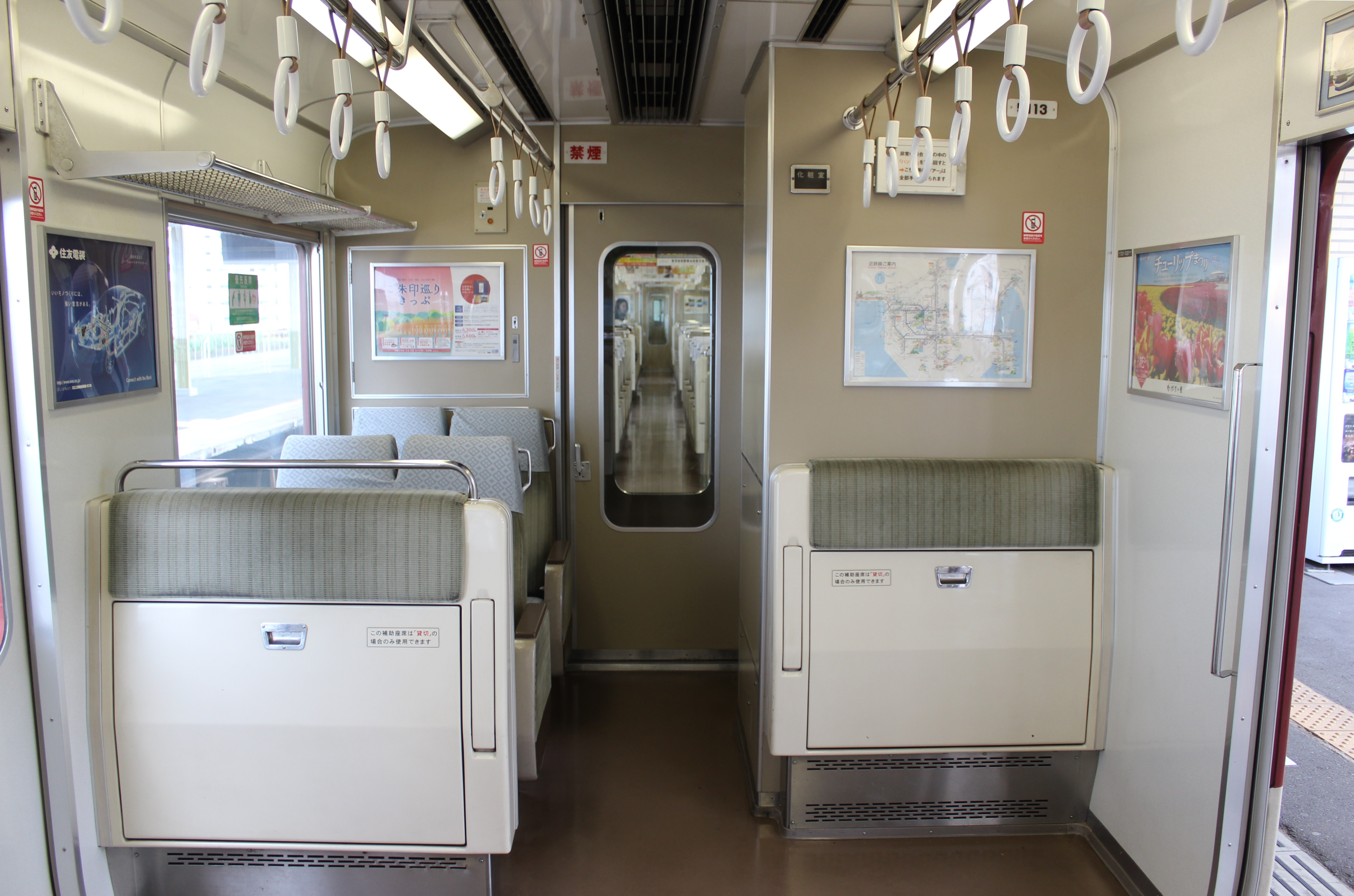
乗務員室側と仕切り壁とトイレ側妻面には補助座席が設置されている。 妻面はベージュ系レザー調
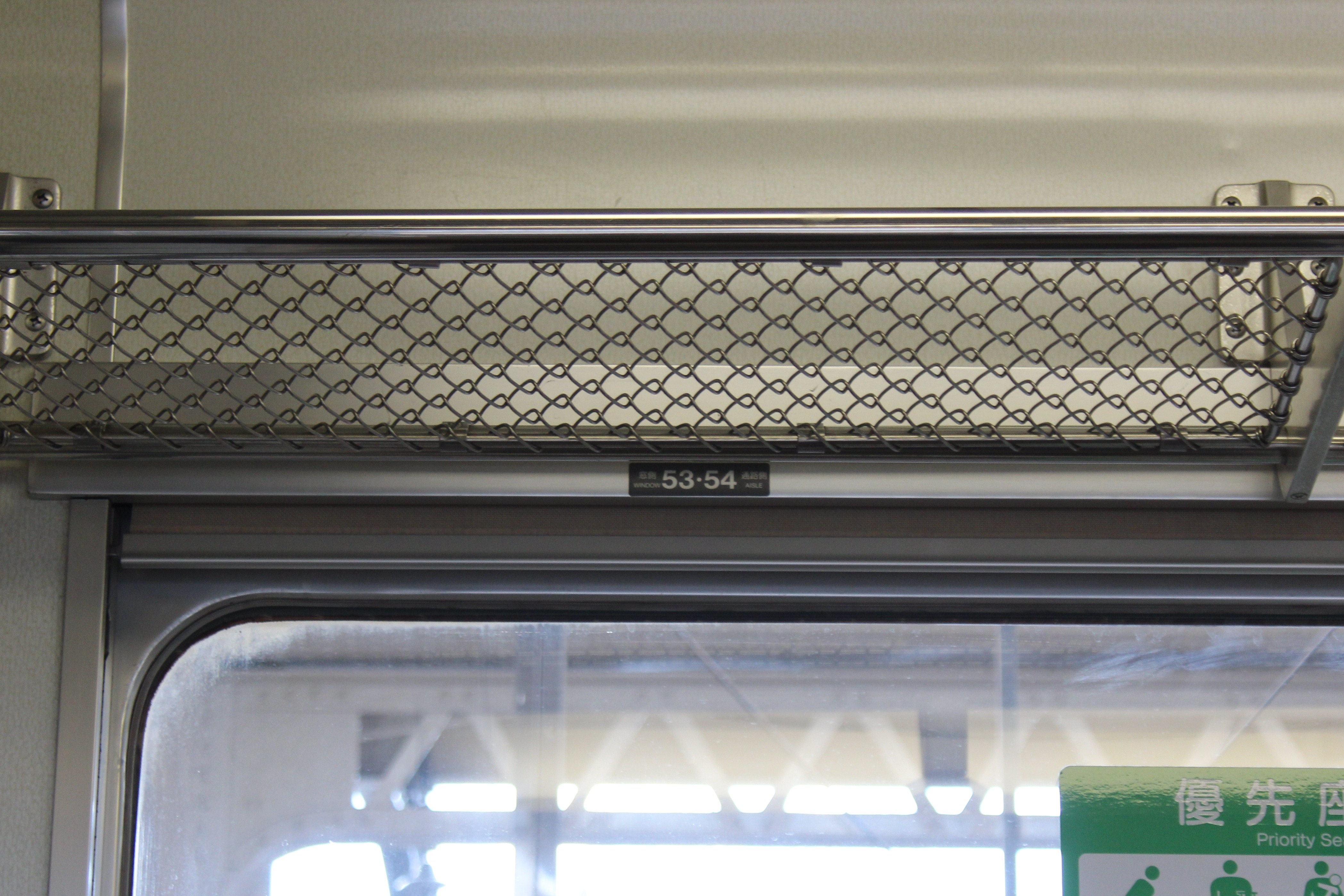
荷物棚下部には団体運用を考慮して特急車と同様の座席番号も表記されている。
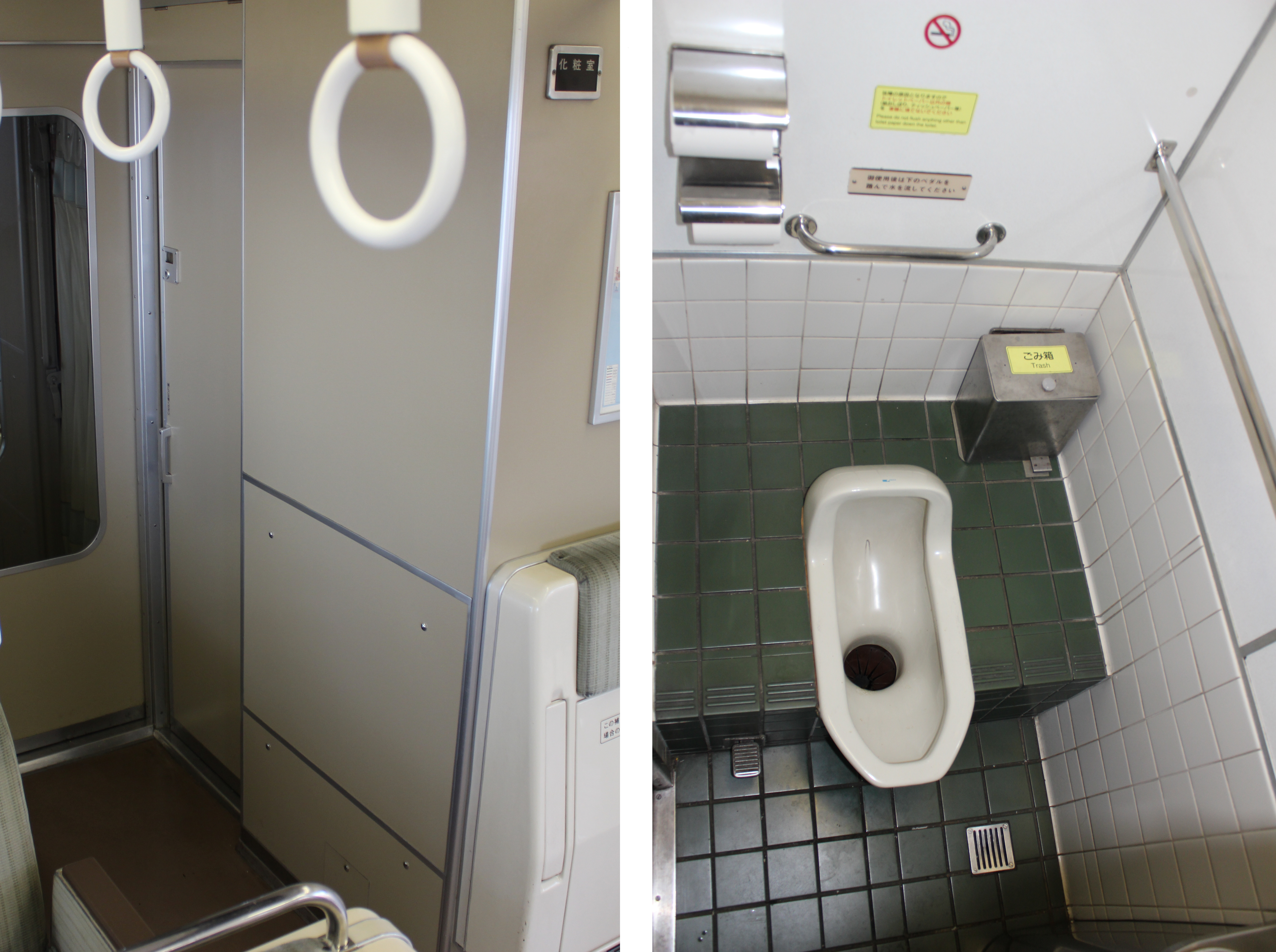
和式トイレと出入口

## 編成表
|          | ← 大阪上本町・近鉄名古屋・京都(貸切)宇治山田・鳥羽 → |               |               |               |
| 組成内容 | ク5100（Tc1）                                        | モ5200（M1）  | モ5250（M2)   | ク5150（Tc2） |
| 車両写真 |                                                      |               |               |               |
| 搭載機器 | MG・CP・BT                                           | VVVF          | VVVF          | MG・CP・BT    |
| 自重     | 36.0（35.0）t                                        | 42.0（40.0）t | 42.0（40.0）t | 36.0（35.0）t |
| 車内設備 | トイレ                                               |               |               | トイレ        |

- 自重欄の（ ）は5211系の自重（ボルスタレス台車採用により軽量化）
- 搭載機器欄のVVVFは主制御器、MG（5209・5211系はSIV）は補助電源装置、CPは電動空気圧縮機、BTは蓄電池。

## 改造
車体更新

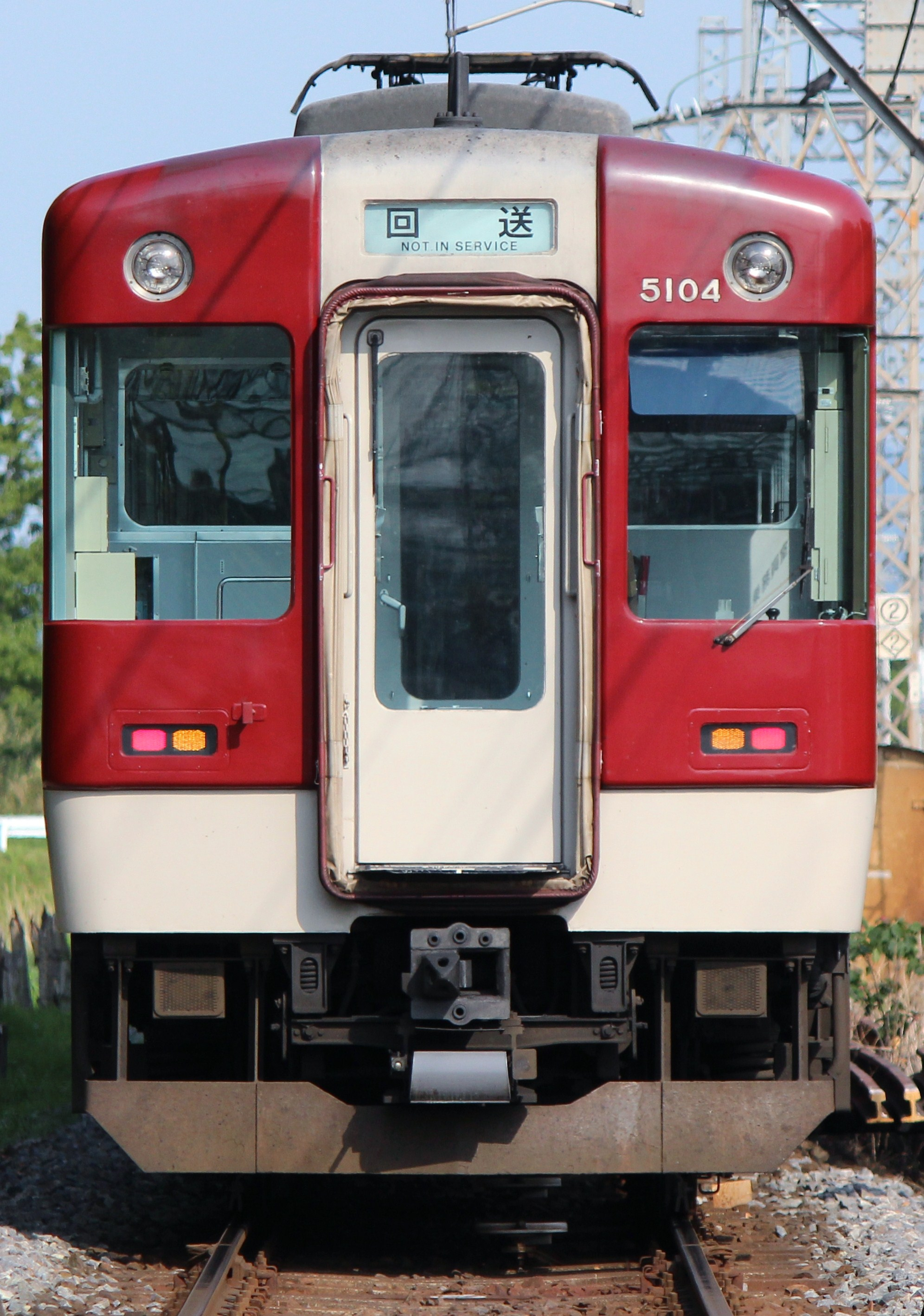
LED式種別標識灯兼尾灯の2灯化
排障器の連結部注意喚起スピーカー設置（ク5100形のみ）

2007年12月から2014年12月にかけて全編成に車体更新が高安検修センターにて行われた。
車体更新の主な内容は以下の通り。
- 車体の内外装材交換[16]
  - 乗降口の雨樋設置
  - 座席のモケット交換
  - 大型5連続窓のブラインドカーテン交換
  - 乗務員室側とトイレ側妻面の補助座席および座席間の小テーブル撤去
  - 仕切り壁[注釈 11]の補助座席および小テーブル撤去による化粧板化[注釈 12]
  - 仕切り壁側の手すり設置（5201F・5203F - 5213F）
- 各車両の車椅子スペース設置[注釈 13]
- バリアフリー対応改造[16]
  - ドアチャイムとLED式車内案内表示器の設置
  - 車内非常通報装置の設置位置移設および通話機能付き化
- トイレの洋式化[注釈 14][1]

その他の改造
車体更新とは別に、以下の改造も行われた。
- 車体連結部の転落防止幌設置[16]
- 車体側面のVVVFマーク撤去[16]
- LED式種別標識灯兼尾灯の2灯化（5201F - 5205F・5207F - 5209F・5211F）[1]
- 排障器の連結部注意喚起スピーカー設置（ク5100形のみ）
- 両先頭車の補助電源装置交換（5201F - 5208F）
- 天井付近のつり革設置[注釈 15]
- 壁際のひじ掛け撤去
- 荷物棚下部の座番貼付[注釈 16]
- 優先席前のつり革交換
- 車内防犯カメラの設置（5201F - 5203F）[29]
- 座席のモケット交換（5202F・5203F）[30]

|       | 車体更新出場 | LED式種別標識灯兼尾灯 |
| ----- | ------------ | --------------------- |
| 5201F | 2009年4月    | 2灯                   |
| 5202F | 2007年12月   | 2灯                   |
| 5203F | 2008年10月   | 2灯                   |
| 5204F | 2009年10月   | 2灯                   |
| 5205F | 2010年2月    | 2灯                   |
| 5206F | 2011年4月    | 原型                  |
| 5207F | 2009年6月    | 2灯                   |
| 5208F | 2010年12月   | 2灯                   |
| 5209F | 2012年9月    | 2灯                   |
| 5210F | 2013年3月    | 原型                  |
| 5211F | 2013年11月   | 2灯                   |
| 5212F | 2014年2月    | 原型                  |
| 5213F | 2014年12月   | 原型                  |

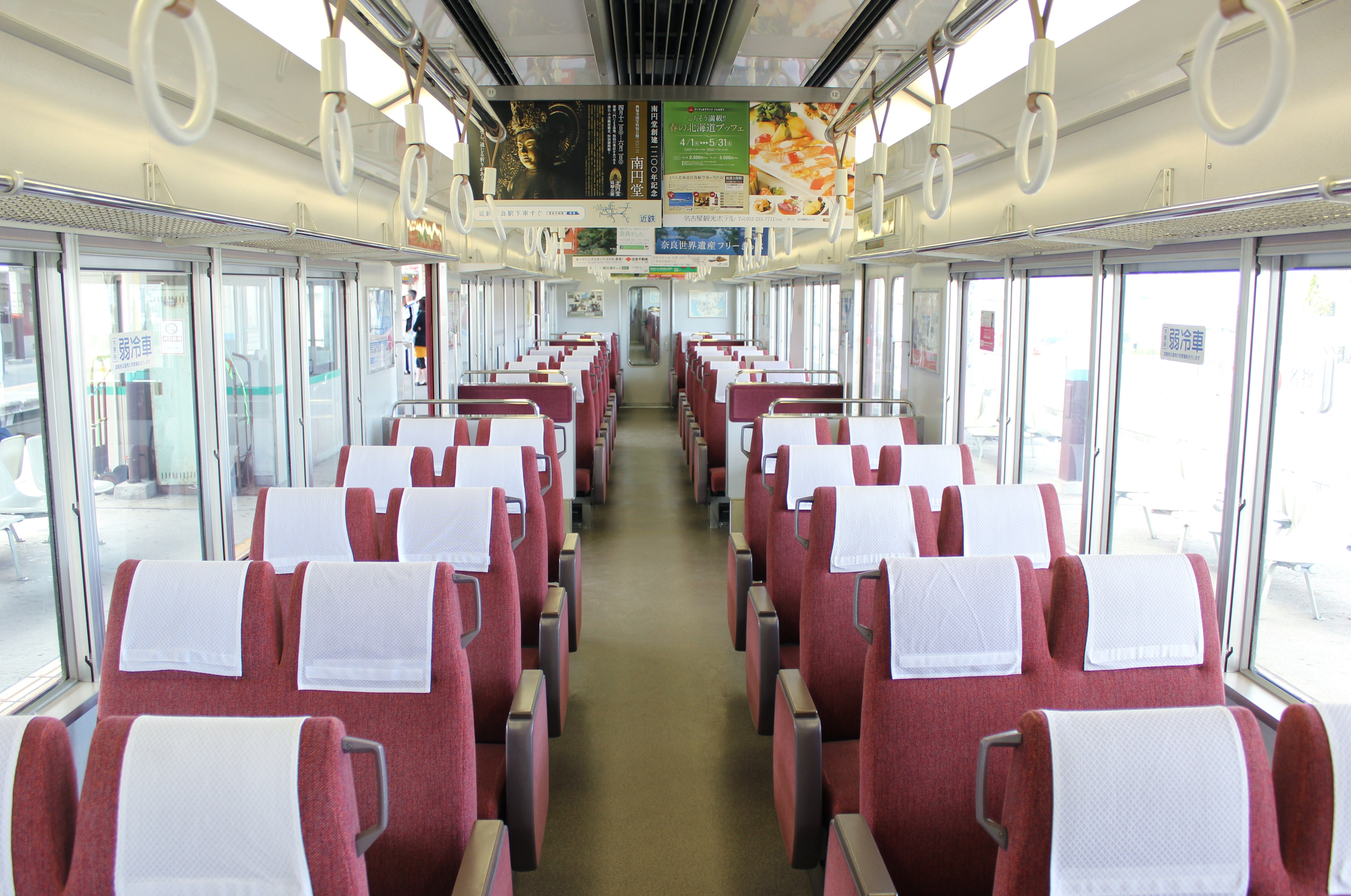
車体更新後の車内
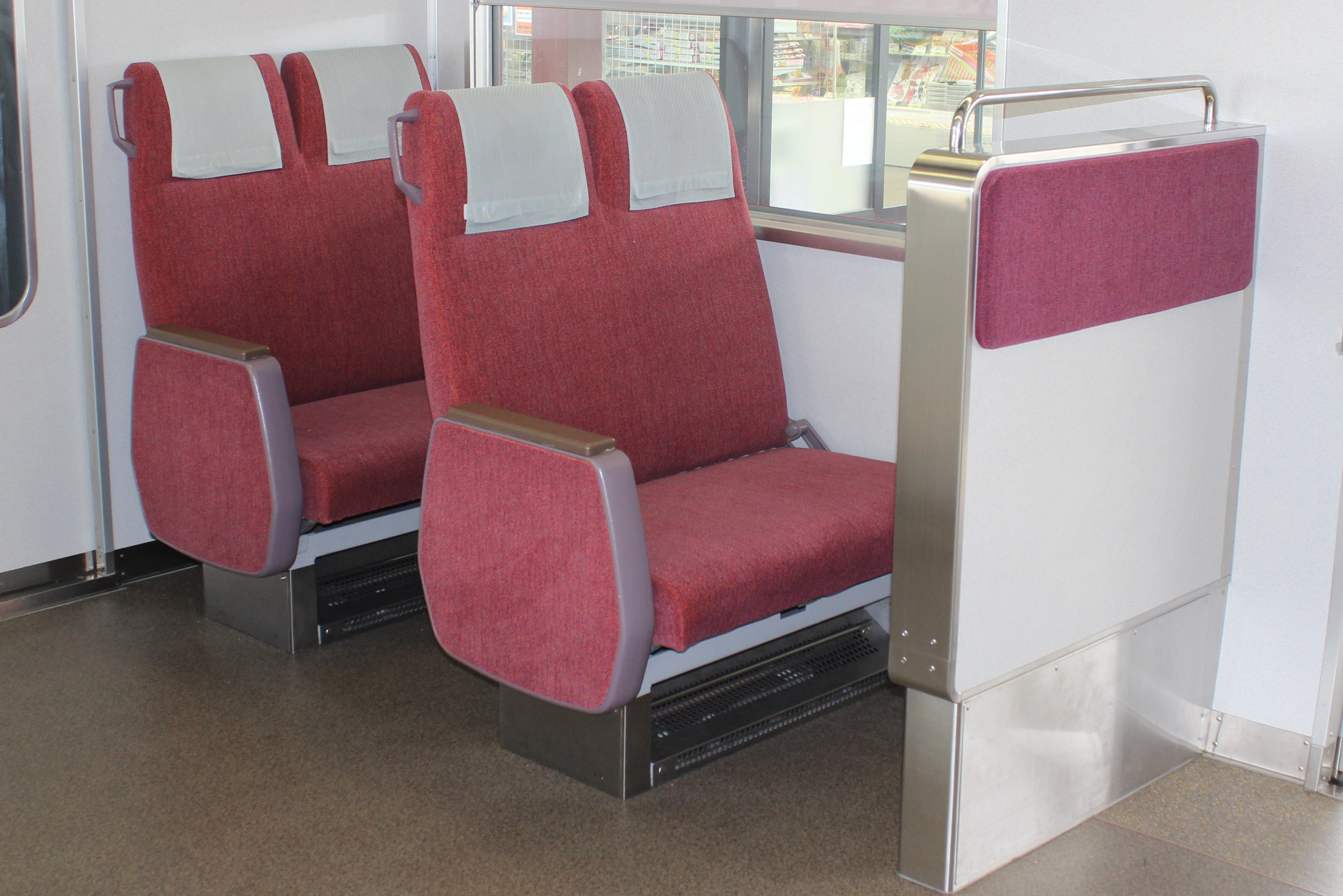
座席のモケット交換 仕切り壁の補助座席および小テーブル撤去による化粧板化
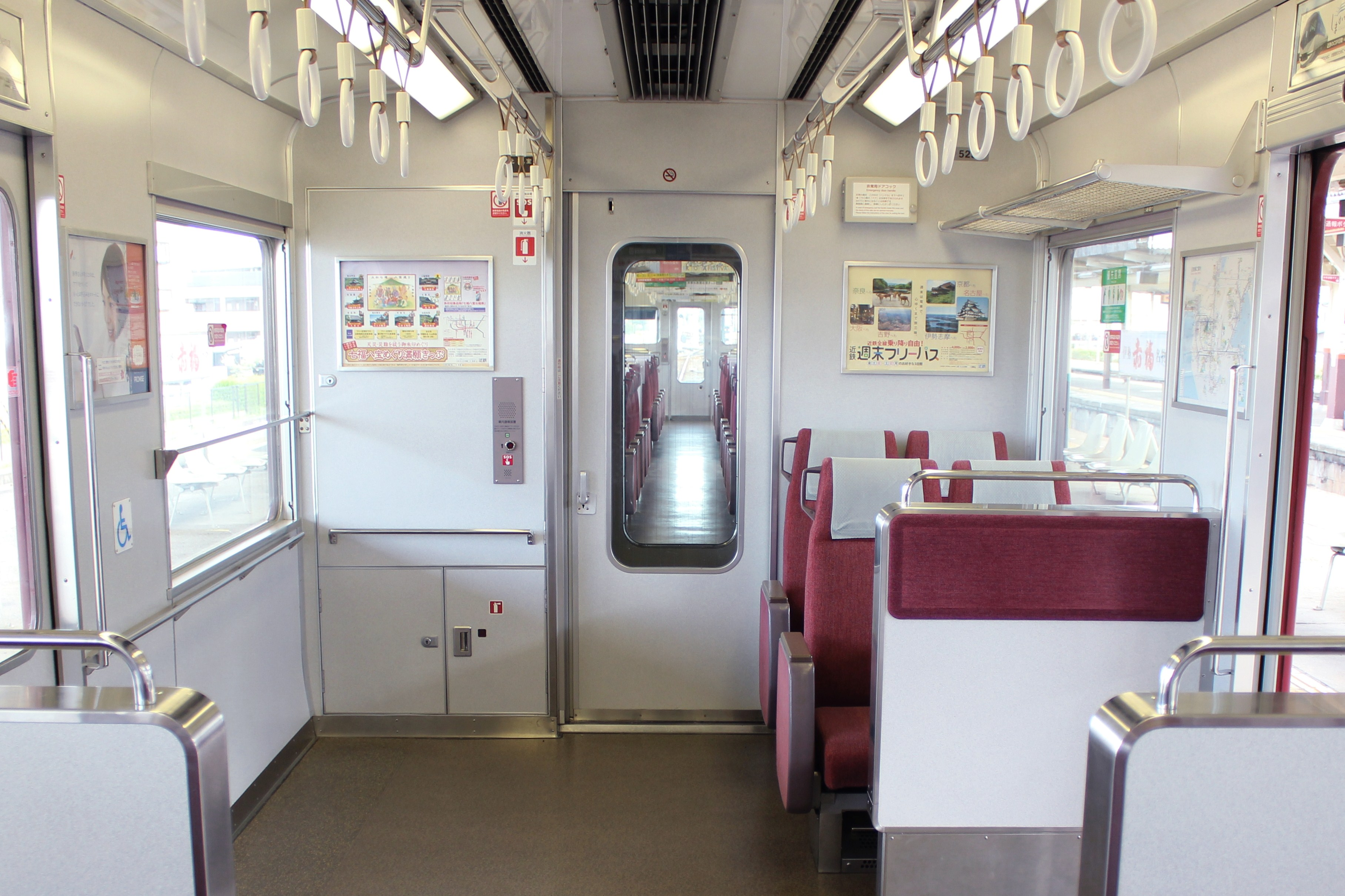
中間車連結側車端部の車椅子スペース設置
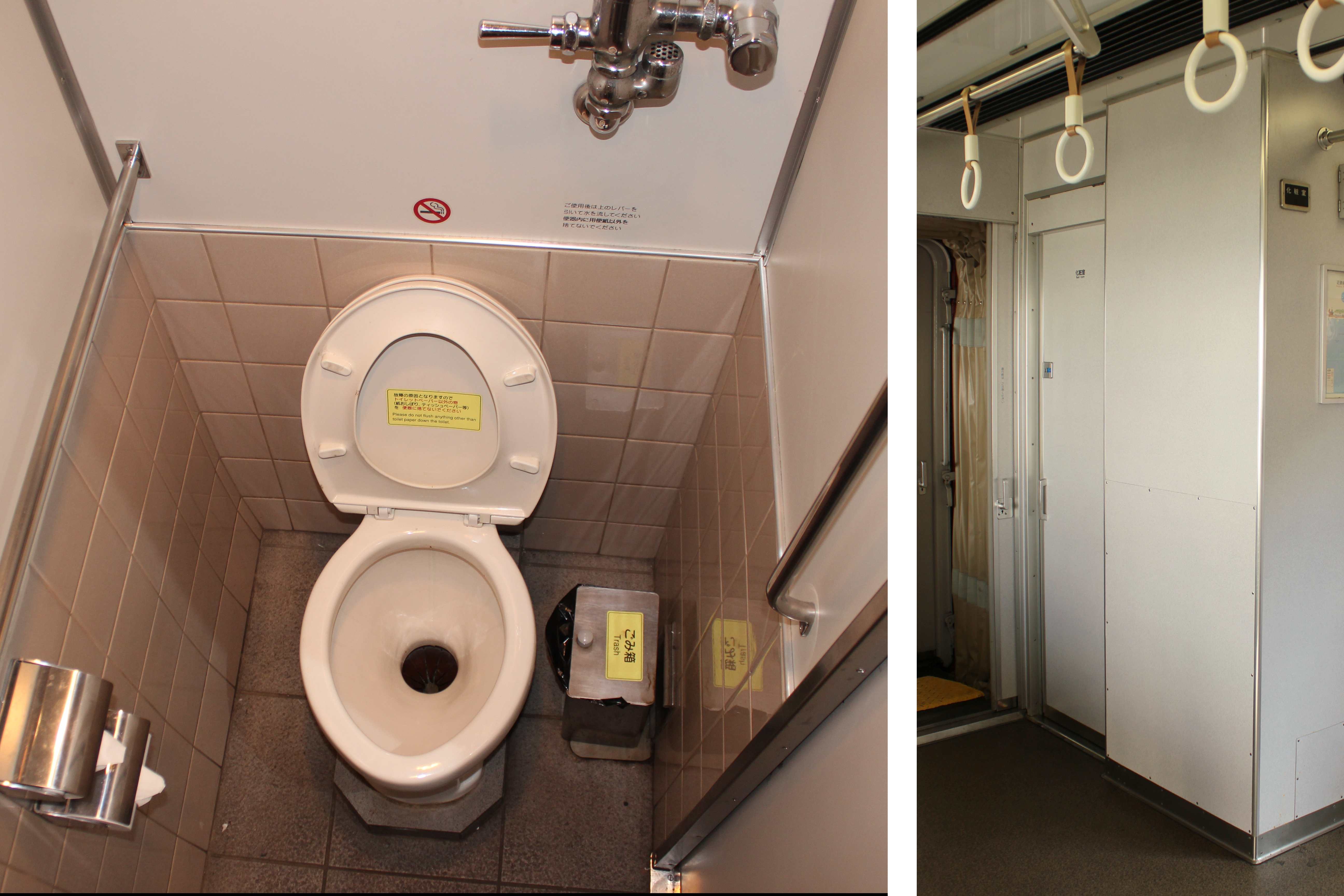
トイレの洋式化

## 運用
1996年（平成8年）2月までに13編成52両が製造された。
2025年2月23日現在、大阪線用として5201F - 5206Fの6編成24両が明星検車区、名古屋線用として5207F - 5213Fの7編成28両が富吉検車区に配置されている。
定期運用は大阪線・名古屋線・山田線・鳥羽線であるが、天理教輸送列車や修学旅行およびその他の団体輸送、臨時列車などで京都線、橿原線、志摩線などの定期運用が無い他線区に入線することもある。
大阪線所属車
編成単独か他形式併結の6両 - 10両編成で運用されている。
名古屋線所属車
主に近鉄名古屋駅 - 鳥羽駅間の急行列車に充当され、他形式の2両編成と併結した6両編成で運用されており、名古屋線急行の主力系列となっている。

### アートライナー
- 5205F：2250系復刻塗装（2014年9月 -2022年5月）[35][36]
  - 近鉄エリアキャンペーン記念事業の一環として行われたもので、キャンペーン終了後も広告を外してツートンカラーで継続運用されており[37]、2015年5月に五位堂検修車庫を検査出場した際にも復刻塗装が維持されている[32]。
  - 各種撮影会にも起用されており、2014年10月19日には12200系・15200系・15400系と並んだラインナップ撮影会が青山町車庫で行われ[38]、2014年11月15日には5800系5802F「奈良線100周年ヒストリートレイン」と並んだラインナップ撮影会が青山町車庫で行われた関係で本系列の5205Fが奈良線や橿原線を走行し[39]、2017年10月28日には「きんてつ鉄道まつり」開催に伴って往路のみ運転された難波線大阪難波駅 - 大阪線高安駅間直通の臨時普通列車にも起用された[40]。
- 5209F：赤塚グループ「FFCパイロゲン」（2005年8月 - 2007年11月）→ 「PiTaPa・KIPSカード」（2013年3月 - ）[41]
- 5210F：2009年第29回世界新体操選手権（2009年3月 - 2009年11月）
  - 2009年3月14日に近鉄名古屋駅で出発式を行った[42]。

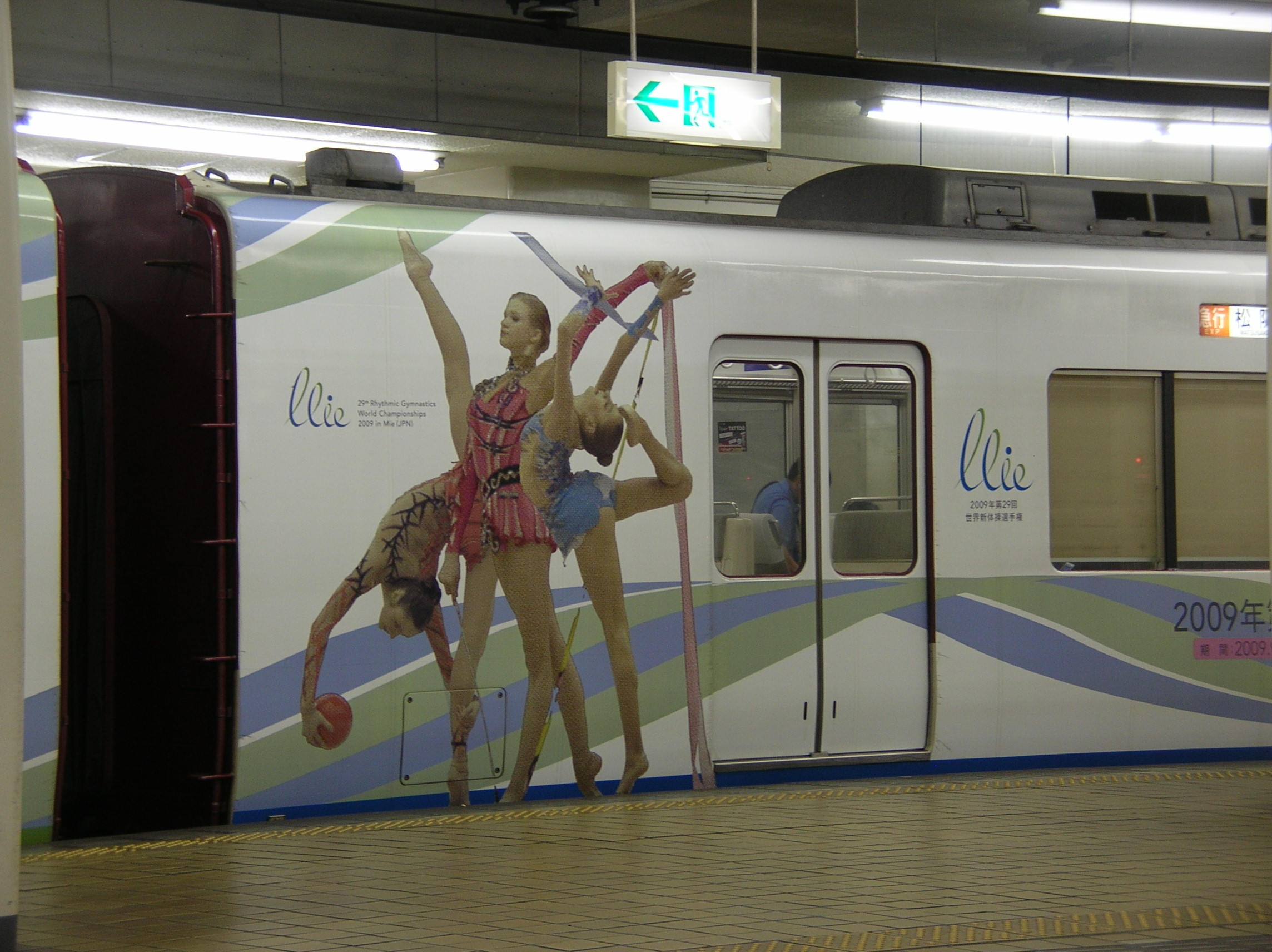
世界新体操選手権ラッピング
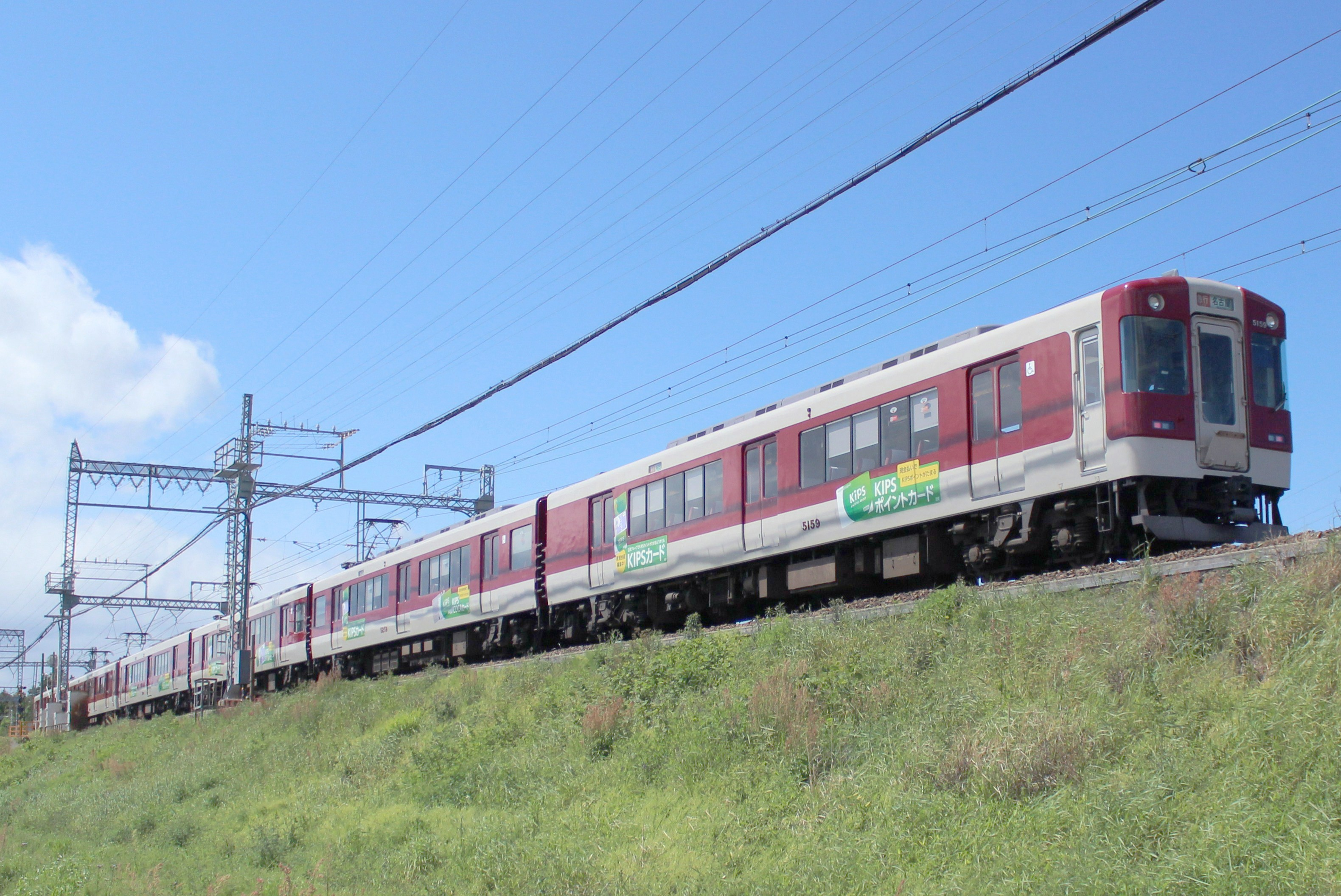
PiTaPa・KIPSカードのラッピング
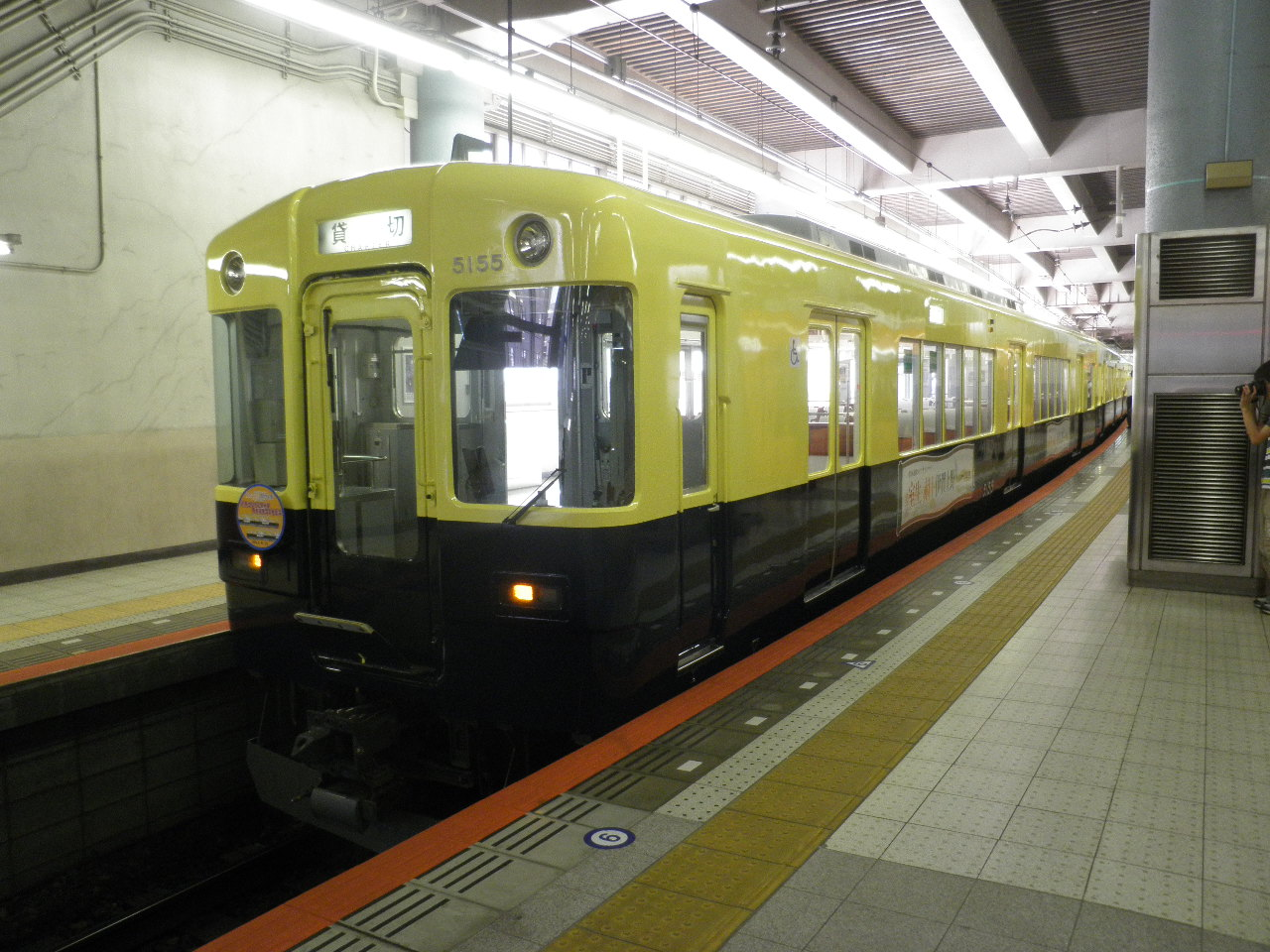
近鉄エリアキャンペーン記念列車
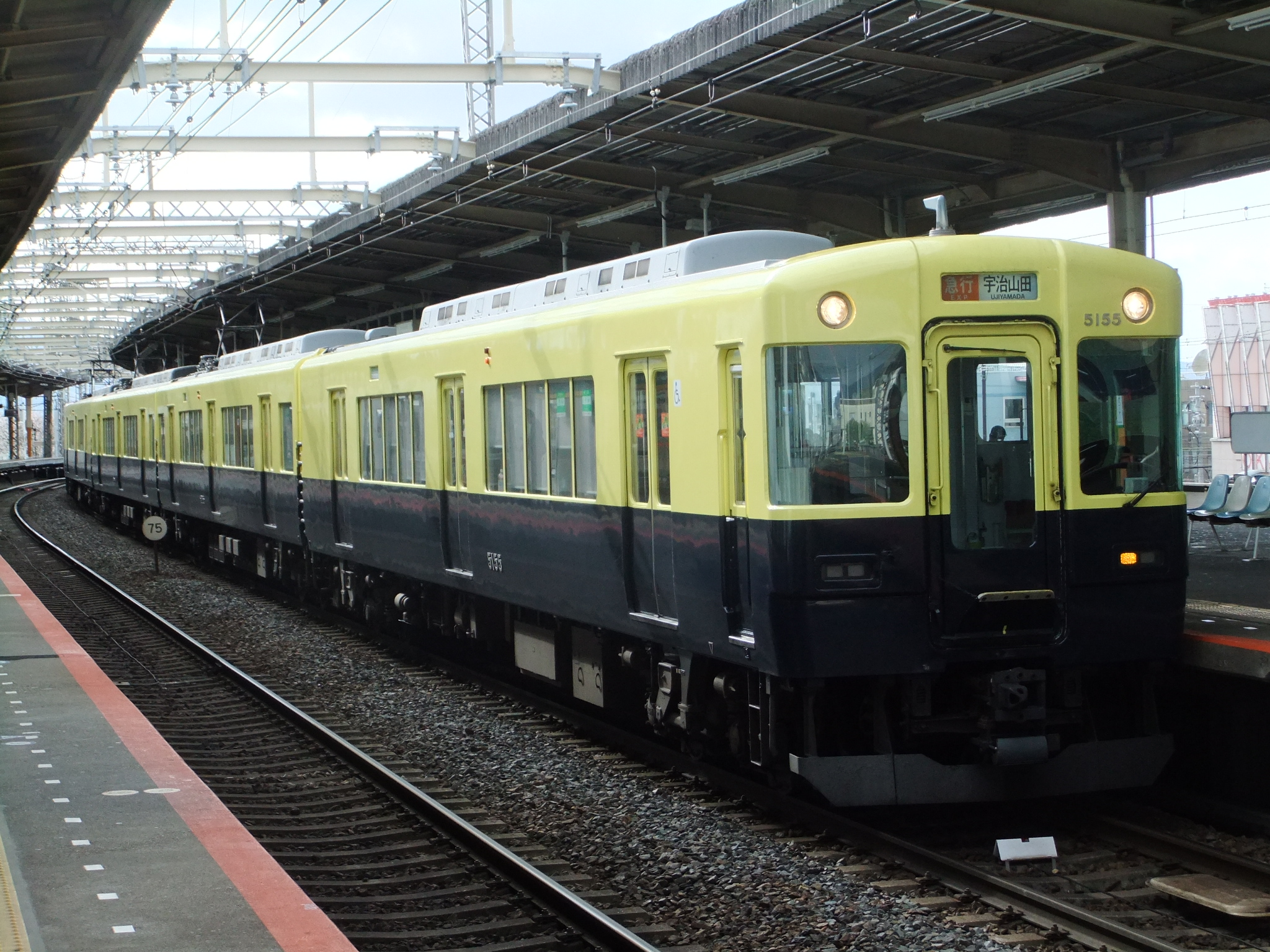
キャンペーン終了後、広告を外した5205F